# Franciskus (påve)
Franciskus (latin: Franciscus), född Jorge Mario Bergoglio den 17 december 1936 i Buenos Aires, Argentina, död 21 april 2025 i Domus Sanctae Marthae i Vatikanstaten, var katolska kyrkans 266:e påve, biskop av Rom och Vatikanstatens statschef. Han valdes 2013 till påve Benedictus XVI:s efterträdare och innehade påveämbetet fram till sin död år 2025. Innan dess var han ärkebiskop av Buenos Aires.
Franciskus föddes som Jorge Mario Bergoglio i Argentina av föräldrar invandrade från Italien. Han utbildade sig till och arbetade först som kemisk tekniker och nattklubbsvakt innan han påbörjade sin prästutbildning och inträdde i Jesuitorden. Han prästvigdes 1969, ledde Jesuitorden i Argentina 1973–1979, utnämndes till ärkebiskop av Buenos Aires 1998 och till kardinal av påve Johannes Paulus II 2001.
Bergoglio valdes till påve Benedictus XVI:s efterträdare, kort efter att den senare avträtt ämbetet, i en konklav 2013. Han antog sitt påvenamn till helgonet Franciskus av Assisis ära. Franciskus var den förste jesuiten på påvestolen och den förste icke-europén som valts till påve sedan den syriske påven Gregorius III (731–741), och den förste någonsin från Latinamerika och från södra halvklotet.
Franciskus, som har framställts som ödmjuk, har beskrivit sig som "en son av kyrkan" och bekräftat traditionell katolsk doktrin. Samtidigt har han förespråkat ny betoning, inklusive uppvärdering av kvinnor i kyrkans organisation, förpliktelser gentemot fattiga och behövande samt ansträngningar till dialog mellan människor från olika bakgrunder och religiösa livsåskådningar. Därutöver har han inlett reformer av kurian. Den 31 oktober 2016 kom han till Sverige för att högtidlighålla reformationen och delta i den ekumeniska åminnelsen From Conflict to Communion – Together in Hope.
Han har omnämnts som mindre formell i påveämbetet, till exempel genom valet av gästhuset Domus Sanctae Marthae som bostad istället för den traditionella påvebostaden Apostoliska palatset, och genom enklare klädsel utan överflödig utsmyckning, med fiskarring i silver och bibehållande av pektoralkorset från kardinalsutnämningen.
Franciskus avled 88 år gammal på annandag påsk, den 21 april 2025, i Domus Sanctae Marthae till följd av stroke och påföljande hjärtsvikt. Han är, efter egen önskan, begravd i basilikan Santa Maria Maggiore i Rom.

## Biografi

### Unga år
Franciskus föddes som Jorge Mario Bergoglio den 17 december 1936 i Flores, Buenos Aires, som ett av fem barn till de italienska invandrarna järnvägsarbetaren Mario José Bergoglio och hans hustru Regina María Sívori. Han hade fyra syskon. Som barn har Bergoglio beskrivits som intelligent, djupt religiös och att han tyckte mycket om att dansa tango. Under gymnasiet studerade han till kemitekniker och arbetade en kort period inom livsmedelsindustrin, innan han sökte sig till kyrkan. Sin prästkallelse fann Bergoglio som 16-åring när han var på väg att möta vänner, men stannade av en ingivelse till vid Sankt Josefs Basilika i Buenos Aires.

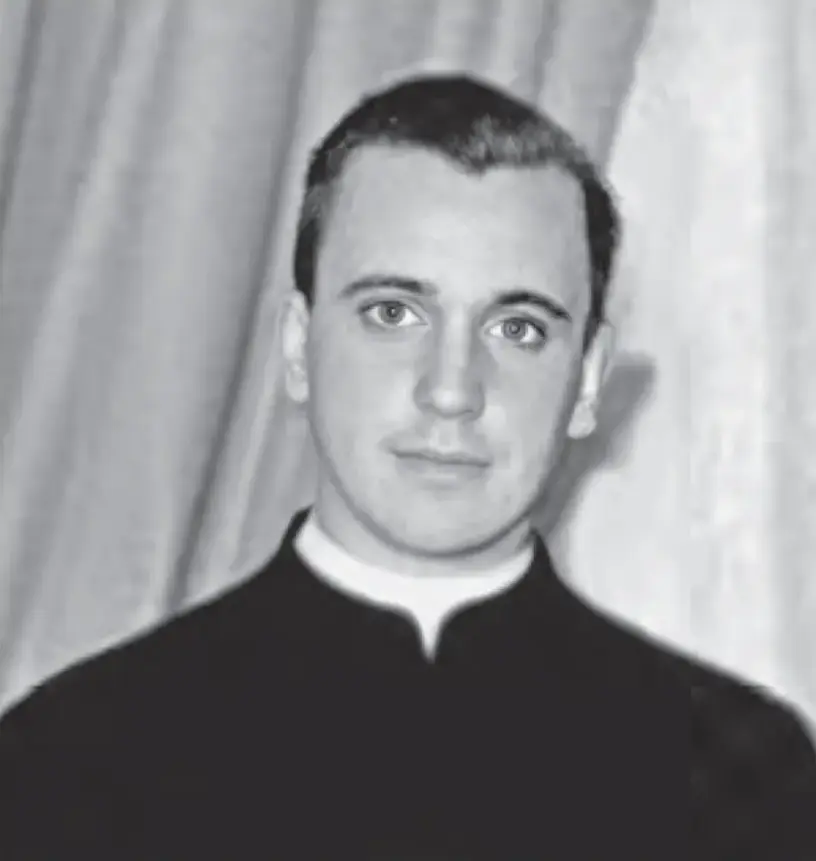
En ung Bergoglio under sina studier till präst

### Utbildning
Vid 21 års ålder drabbades Bergoglio av lunginflammation, vilket gjorde att han var tvungen att få en del av sin högra lunga bortopererad. I mars 1958 trädde Bergoglio in i Jesuitorden. Efter inträdet i Jesuitorden sökte han sig till universitetsvärlden och studerade bland annat humaniora i Santiago i Chile. Han tog senare ut en licentiat-examen (motsvarande mastersexamen) i filosofi i Buenos Aires. Efter sin examen undervisade han i litteratur och psykologi på gymnasiet, samtidigt som han studerade teologi. År 1967 påbörjande Bergoglio sina studier vid teologiska fakulteten i San Miguel (Facultades de Filosofía y Teologiá de San Miguel), strax utanför Buenos Aires.

### Präst och jesuitledare
Bergoglio vigdes till präst 1969 och gav sina sista löften till Jesuitorden 1973. Mellan 1973 och 1979 verkade han som den högste ledaren för Jesuiterna i Argentina. Under tiden som Bergoglio var ledare för Jesuiterna pågick även Smutsiga kriget i Argentina där politiska motståndare - inte minst på vänsterkanten - kidnappades och mördades. 1976 kidnappades två jesuitiska präster och återfanns först efter 5 månader, dock vid liv. Händelsen orsakade flera år senare en debatt om Bergoglios roll som ledare för Jesuiterna, där kritiker anklagade honom för att inte skyddat prästerna tillräckligt väl. Själv menade Bergoglio att han i hemlighet hade förhandlat med regeringen för att kunna få prästerna släppta i framtiden. När han blev påve spreds ett foto där en präst, som påstods vara Bergoglio, gav sakramentet till diktatorn Jorge Rafael Videla. Fotografiet visade sig dock föreställa en annan präst.
Efter tiden som ledare för Jesuiterna i Argentina studerade Bergoglio en tid på Irland 1980. Efter studierna där agerade han rektor på jesuiternas universitet San Miguel i Buenos Aires. Såväl teologiska som politiska skiljaktigheter inom Jesuitorden kopplade till Smutsiga kriget och befrielseteologin ledde till att han studerade en tid i Tyskland, varefter han tillbringade ett flertal år som andlig vägledare vid jesuiternas ordenshus i Córdoba, Argentina.
Franciskus talade flytande spanska, italienska, tyska, och latin.

### Biskop och ärkebiskop
Bergoglio utnämndes 1992 till hjälpbiskop i Buenos Aires och några år senare, 1998, utsågs han till ärkebiskop av Buenos Aires ärkestift. Som biskop ansågs hans teologi luta åt det konservativa hållet, samtidigt som han var politiskt och socialt aktiv. Han uttryckte självkritiska åsikter om kyrkans roll under det Smutsiga kriget, gjorde om församlingssystemet i Buenos Aires, fick ordning på kyrkans finanser och uttalade sig kritiskt mot abort. Han stärkte även kyrkans närvaro i de fattiga områdena och förbättrade relationerna med de ortodoxa kyrkorna.

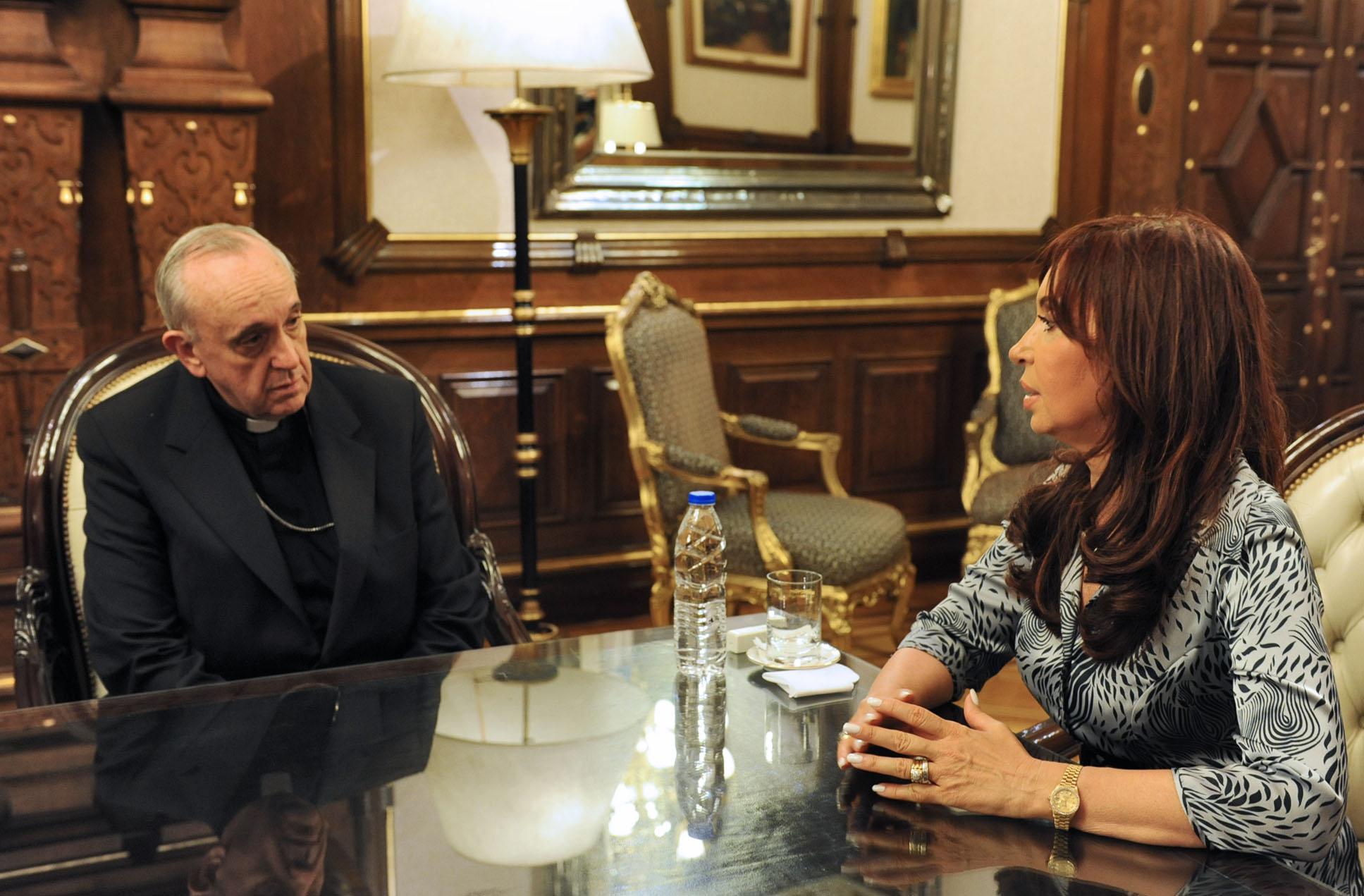
Bergoglio och Christina Fernández de Kirchner, Argentinas president 2007-15

Särskilt uppmärksammad blev Bergoglio för sin enkla livsstil under den ekonomiska kris i Argentina som påbörjades i slutet av 1990-talet och som nådde sin topp 2002 med en mycket snabb devalvering av den argentinska peson. Bergoglio gick eller åkte kollektivtrafik snarare än att åka med privatchaufför i limousin och bodde i en vanlig lägenhet i centrala Buenos Aires snarare än att bo i ärkebiskopens residens, vilket gjorde att han ansågs vara en ödmjuk biskop och gjorde honom populär. Han var också känd för sin hängivenhet till heliga Thérèse av Jesusbarnet.
Med sin teologiskt konservativa inriktning hamnade Bergoglio i konflikt med både Néstor Kirchners (2003-07) och Christina Fernández de Kirchners (2007-15) regeringar, som politiskt låg strax till vänster om mitten. Särskilt uppmärksammat blev Bergoglios kritik mot att Fernández 2010 legaliserade samkönade äktenskap. 
Han valde som sitt motto "Miseriando atque eligindo". I november 2005 blev Bergoglio vald till ordförande i Argentinas biskopskonferens för en treårig mandatperiod, och i november 2008 blev han omvald till posten. Han gjorde det till vana som biskop att under skärtorsdagen, besöka platser såsom fängelser och sjukhus för att tvätta människors fötter. I december 2011 lämnade Bergoglio in sin avskedsansökan som ärkebiskop av Buenos Aires till påve Benedictus XVI, då han uppnått en ålder av 75 år. Han kvarstod dock på posten i väntan på att en efterträdare skulle utses av Vatikanen.

### Kardinal (2001–2013)

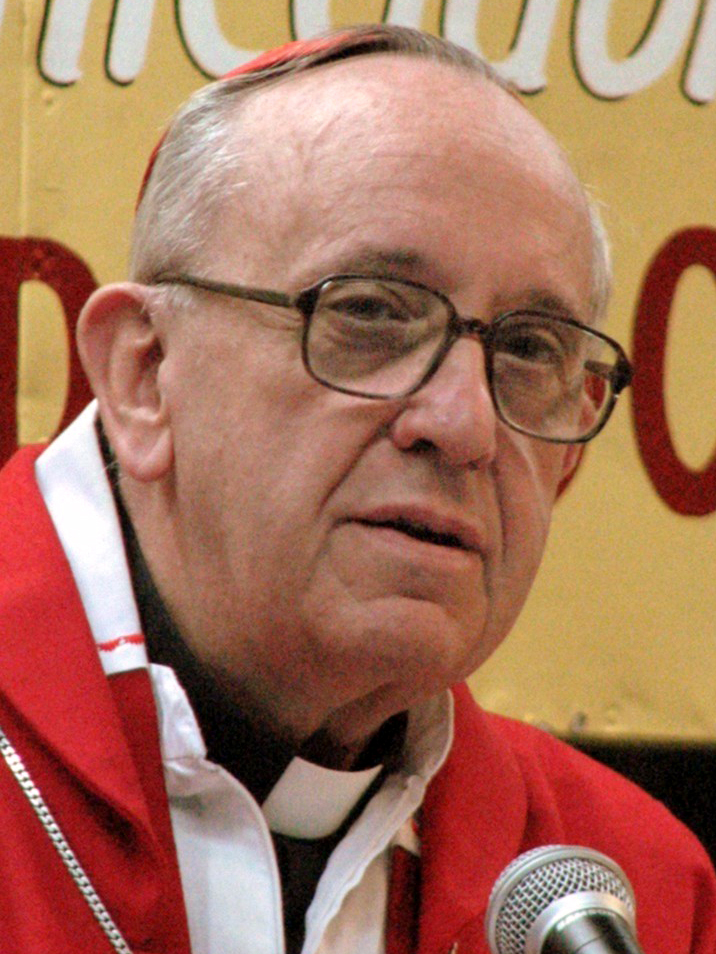
Kardinal Bergoglio år 2008.

Den 21 februari 2001, i samband med ett konsistorium upphöjdes Bergoglio till kardinal av Johannes Paulus II. Han utsågs till kardinalpräst med San Roberto Bellarmino i Parioli som titelkyrka. Han installerades i kyrkan den 14 oktober samma år.
Som kardinal blev Bergoglio associerad med "kommunionens och befrielsens brödraskap", en katolsk evangelisk lekmannarörelse. Bergoglio framträdde ibland vid den årliga sammankomsten "Rimini-mötet" som hölls i Italien. År 2005 godkände kardinal Bergoglio en begäran om saligförklaring för fem medlemmar i "Pallotine-gemenskapen" som mördades i kyrkan San Patricio i Belgrano den 4 juli 1976.
Efter att Johannes Paulus II hade avlidit den 2 april 2005, deltog Bergoglio i begravningen för denne. Han deltog som kardinalelektor i konklaven 2005 som valde Benedictus XVI. Han sågs redan då som en möjlig kandidat till påveämbetet.

### Relation med regeringarna i Argentina
1999 tillträdde Fernando de la Rúa som Argentinas president, som efterträdare till Carlos Menem. Som ärkebiskop celebrerade Bergoglio den årliga mässan i katedralen i Buenos Aires. Vid den tiden befarades det en ekonomisk kollaps i Argentina och kyrkan kritiserade de finanspolitiska åtgärderna som togs av regeringen, vilket ökade fattigdomen i landet.
När Bergoglio celebrerade mässan år 2004, deltog president Néstor Kirchner. Bergoglio efterfrågade en utökad politisk dialog, vilket ledde till att presidenten inte firade mässan i den kyrkan följande år. När Bergoglio 2013 valdes till påve skapade det blandade reaktioner i Argentina.

## Påve
Franciskus blev katolska kyrkans 266:e påve när han 13 mars 2013 valdes till efterträdare till påve Benedictus XVI, som abdikerat.

### Påveval
Franciskus blev vald till påve av konklaven under den andra dagen efter den femte omröstningen. Han valdes vid en ålder av 76 år.
Skulle Franciskus ha ett regentnummer, så skulle det varit I. Till skillnad från Johannes Paulus I, som var påve 1978 och använde sig av regentnummer I redan innan han hade efterträtts av Johannes Paulus II, så använde Franciskus enligt Vatikanen formellt inget regentnummer eftersom han var den dittills ende påven med namnet Franciskus.
Franciskus var den förste från Amerika att bli vald till påve. Han var vid tillträdandet den förste icke-europeiske påven på 1 272 år, sedan Syrienfödde Gregorius III var påve mellan år 731 och 741.
Efter att ha valt sitt namn var bland det första Franciskus gjorde att ge en Urbi et Orbi-välsignelse till de pilgrimer som samlats på Petersplatsen. Före välsignelsen bad påven de samlade att be för hans företrädare Benedictus XVI och för honom själv som den nye biskopen av Rom.
Under sitt första framträdande som påve på balkongen i Peterskyrkan bar Franciskus en vit kassock och inte den röda mozettan som användes av tidigare påvar. Han bar även det kors han använt som ärkebiskop av Buenos Aires och inte det av guld som bars av hans företrädare.
Franciskus installerades som påve och celebrerade sin första mässa på Petersplatsen 19 mars 2013. Vid mässan närvarade flera religiösa och politiska ledare. Hans predikan fokuserade på Sankt Josef.

### Val av namn

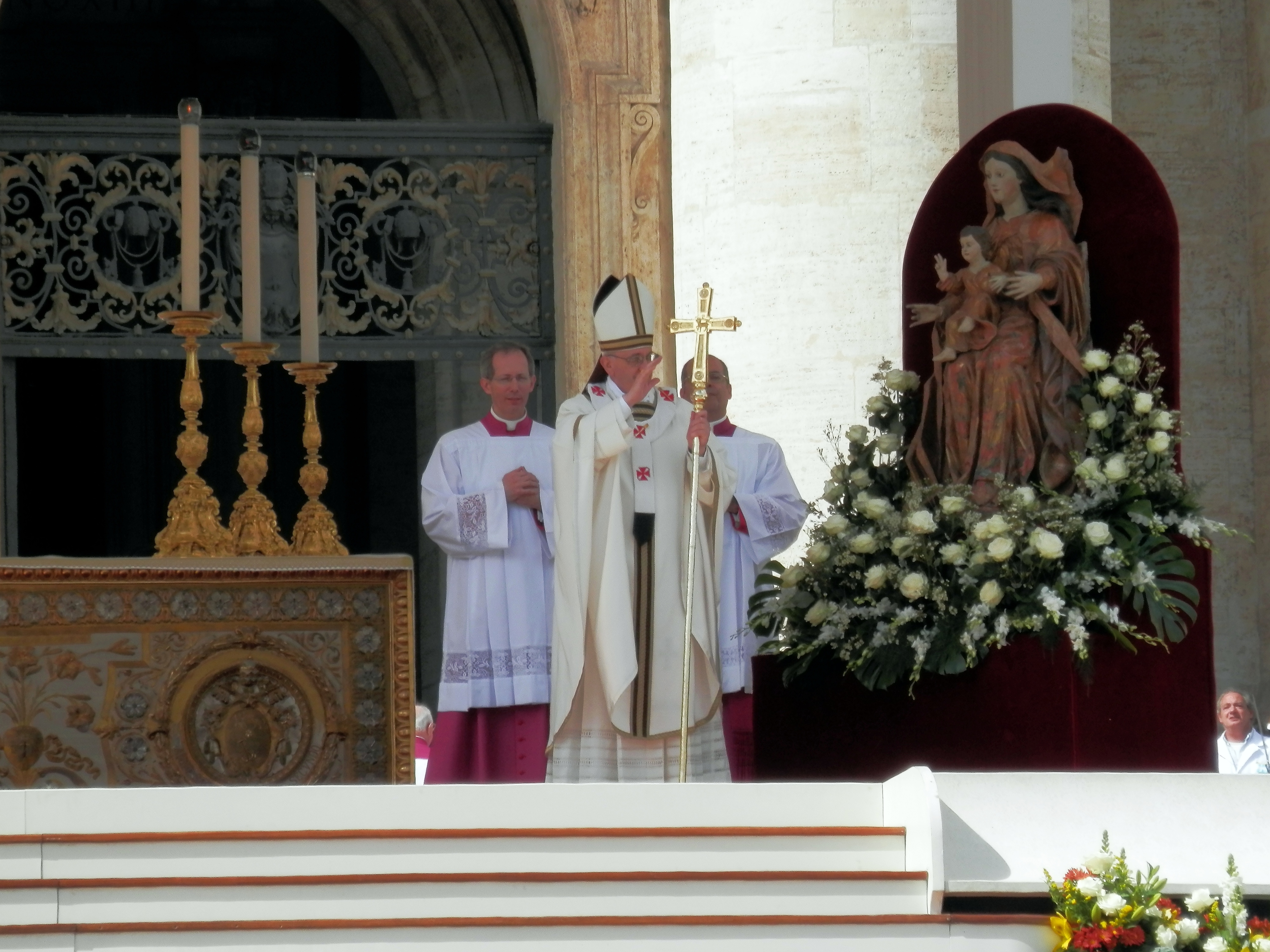
Påveinstallationen 19 mars 2013

Franciskus förklarade sitt namnval under sin audiens den 16 mars 2013 och enligt vad Vatikanen uppgav tog han sig sitt påvenamn efter Franciskus av Assisi. Han var den förste påven med namnet Franciskus och Vatikanen klargjorde att hans officiella namn var "Franciskus" utan regentnumret "I". Däremot tillkommer ett regentnummer om det senare kommer ännu en påve med namnet "Franciskus". Franciskus var den förste påve att införa ett nytt namn sedan 900-talet, då bruket att tillträdande påvar byter namn började. Den senaste påven som före honom bar ett namn som ingen tidigare påve hade haft var Lando år 913–914. 
Påvenamn översätts ofta på olika språk, men i Franciskus fall har den svenska varianten endast en något avvikande stavning. Franciskus motsvarar språkligt det svenska namnet Frans, ett namn som används på Franciskus på danska och på norska; på engelska kallas han Francis, på italienska Francesco och på tyska Franziskus.

### Covid-19-pandemin
Franciskus var påve under Covid-19-pandemin. Påven ställde in sina regelbundna audienser på Petersplatsen för att hindra spridning av viruset, vilket starkt påverkade Italien. Den 27 mars 2020 gav påven en extra Urbi et Orbi-välsignelse med anledning av pandemin. Vidare uppmanade påven präster att besöka patienter och arbetande på sjukhus.

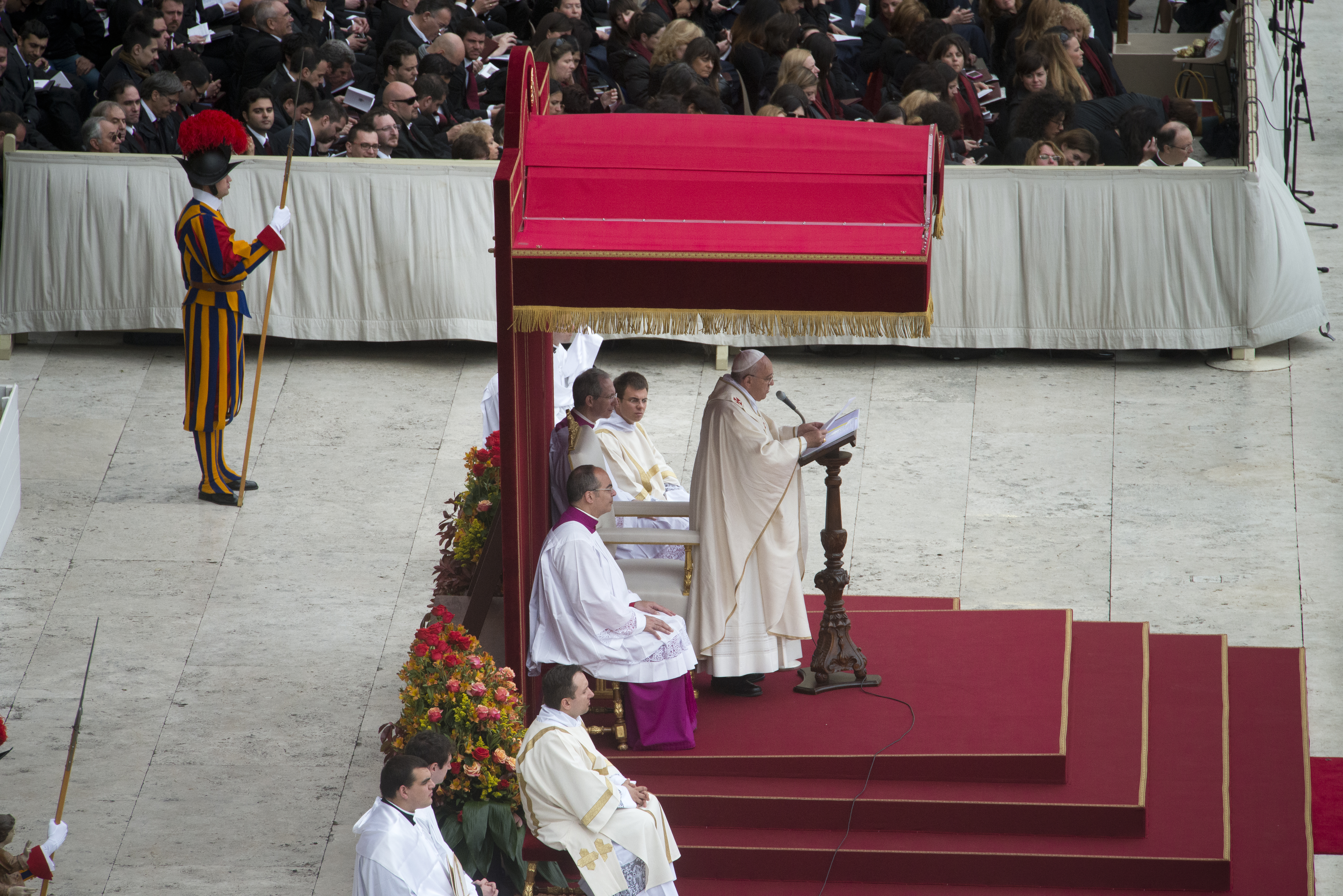
Franciskus under helgonförklaringen av påve Johannes XXIII och påve Johannes Paulus II, 2014.

### Kanoniseringar och beatifikationer
Franciskus helgonförklarade och saligförklarade flera personer under sin tid som påve. Han höll sin första helgonförklaring den 12 maj 2013 då han kanoniserade martyrerna från Otranto, samt systrarna Laura av heliga Katarina av Siena och María Guadalupe García Zavala. Under sin första helgonförklaring passerade Franciskus påve Johannes Paulus II:s rekord i antalet kanoniserade personer under ett pontifikat. Han helgonförklarade den 27 april 2014 påve Johannes Paulus II och påve Johannes XXIII. Den 14 januari 2015, under ett besök på Sri Lanka, kanoniserade påven Joseph Vaz. Den 5 juni 2016 helgonförklarades svenska Elisabeth Hesselblad och Stanislaus Papczynski. Den 4 september 2016 kanoniserades Moder Teresa. Påve Johannes Paulus I saligförklarades av Franciskus den 4 september 2022.

### Kyrkolärare
Franciskus upphöjde två personer till kyrkolärare: Sankt Gregorios av Narek, år 2015, samt Sankt Irenaeus av Lyon, år 2022.

### Konsistorium
Franciskus höll sitt första konsistorium 22 februari 2014, där han installerade 19 nya kardinaler. Det var ett av de få tillfällen då Franciskus mötte sin företrädare påve Benedictus XVI. Benedictus XVI närvarade även vid Franciskus andra konsistorium 14 februari 2015, där 20 nya kardinaler installerades, varav 15 var under åldern 80 och fem över 80 år. Det tredje konsistoriet hölls 19 november 2016, med installation av 17 nya kardinaler. Det fjärde hölls 28 juni 2017, där fem nya kardinaler installerades. 14 nya kardinaler installerades i hans femte konsistorium, den 28 juni 2018.
Efter påvens Angelusbön 1 september 2019 annonserade han valet av 13 nya kardinaler. Den 28 november 2020 installerades 13 nya kardinaler.

### Kurian
Vid sitt tillträde i mars 2013 bad påven de i Kurians ledande ställningar att provisoriskt fortsätta sina arbeten. Till sin privata sekreterare valde Franciskus Alfred Xuereb. Franciskus avskaffade bonusarna som tidigare betalats till Vatikanens anställda vid valet av en påve, uppgående till flera miljoner euro. Franciskus valde istället att skänka pengarna till välgörenhet. Den 13 april 2013 valde påven åtta kardinaler till kardinalsrådet. Påven avskaffade även bonusen på 25 000 euro som betalats ut till de kardinaler som tjänstgjort i tillsynsstyrelsen för Vatikanens bank. 

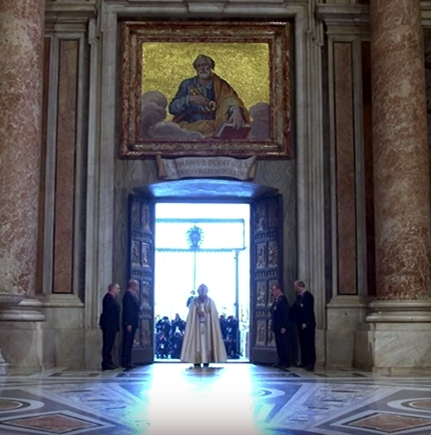
Påven öppnar den Heliga porten, 2015.

### Barmhärtighetens år
Påven utlyste ett extraordinärt jubelår, från 8 december 2015 till Kristus Konungens fest den 20 november 2016. I och med detta öppnades den Heliga porten i Sankt Peterskyrkan. Närvarande vid öppnandet var bland andra påve Benedictus XVI.

### Finansiell korruption
Franciskus fick mandat att tillsätta några kardinaler att reda ut Vatikanens finanser, som följd av skandaler under både påve Benedictus XVI och Johannes Paulus II pontifikat. Han meddelade att han var fast besluten att stoppa korruptionen, men att han inte var särskilt optimistisk eftersom det är ett mänskligt problem som går tillbaka århundraden i historien.[uppföljning saknas]

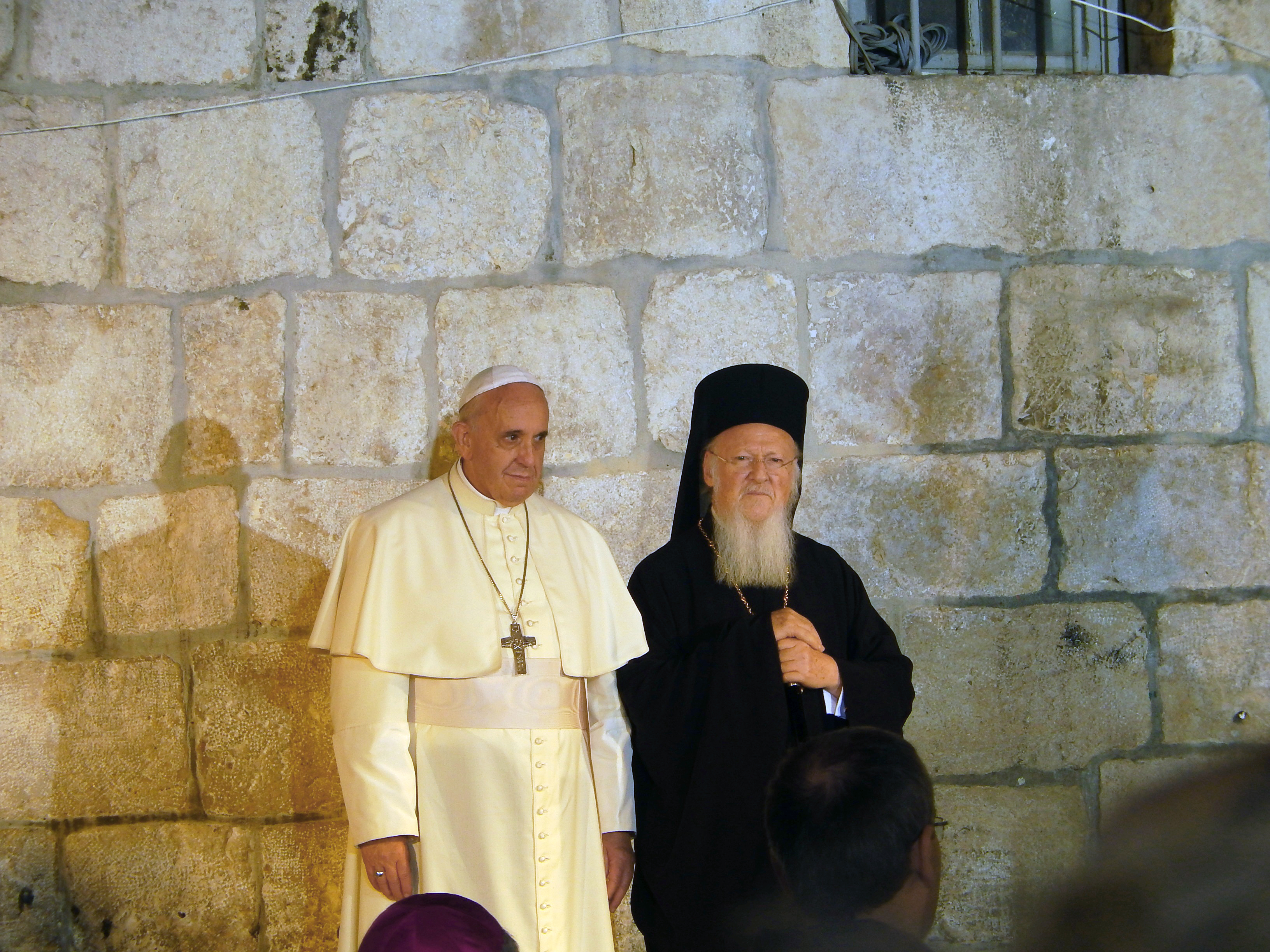
Påve Franciskus tillsammans med patriarken av Konstantinopel Bartolomaios I i Jerusalem, 2014.

### Ekumenik och interreligiös dialog
Den 19 mars 2013 bekräftade Franciskus att han, i andan av det andra Vatikankonciliet, skulle fortsätta den ekumeniska och interreligiösa dialogen tillsammans med andra företrädare för olika samfund. 
2013, när ärkebiskopen av Canterbury Justin Welby mottogs, talade påven om nödvändigheten med samarbete mellan katoliker och anglikaner, och menade att utan denna dialog skulle större svårigheter i den ekumeniska dialogen uppstå.
I november 2014 besökte påven patriarken av Konstantinopel Bartolomaios I.
Den 12 februari 2016 mötte Franciskus Rysk-ortodoxa kyrkans patriark Kirill av Moskva.
Den 9 mars 2019 mötte påven presidenten i Jesu Kristi Kyrka av Sista Dagars Heliga, Russell M. Nelson.

### Resor och deltagande i internationell politik

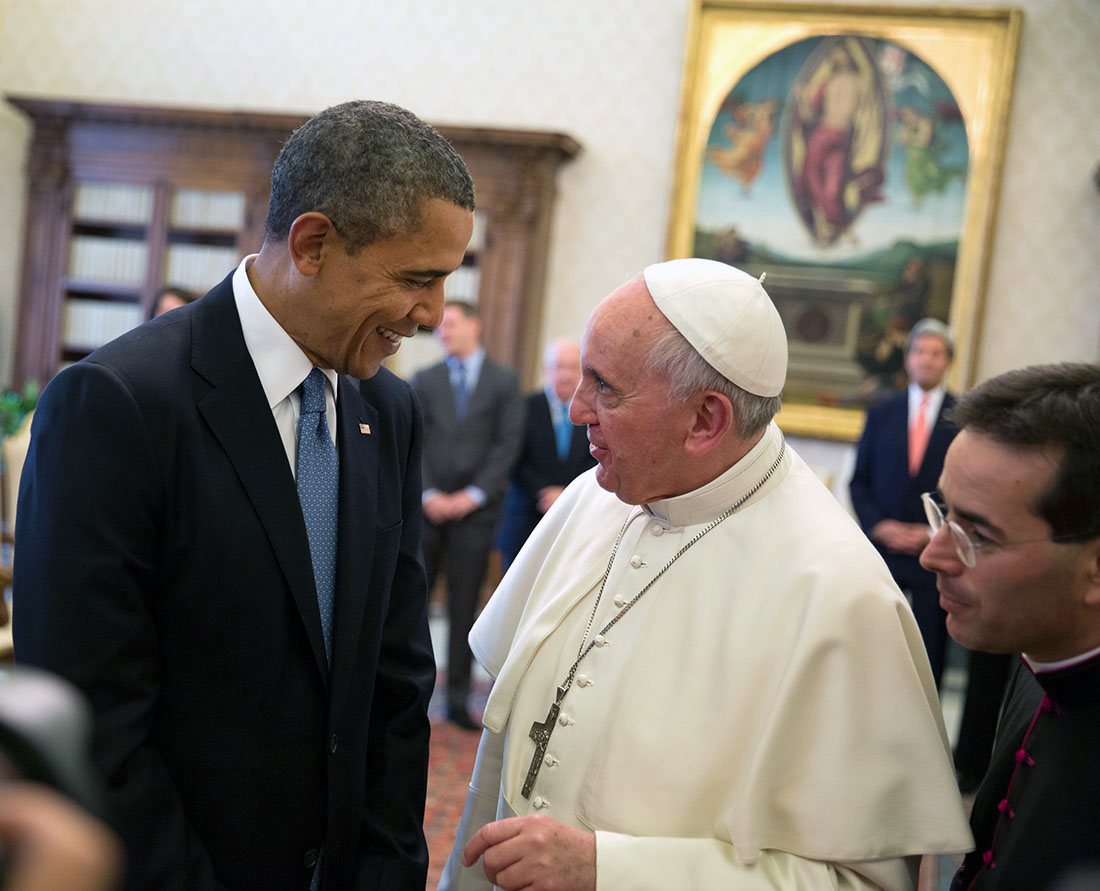
Franciskus och Barack Obama 2014.

Länder besökta av påve Franciskus

Franciskus hade en betydande roll internationellt. Han hade framför allt en nyckelroll i förbättrandet av de diplomatiska relationerna mellan USA och Kuba. En enighet nåddes och annonserades av USA:s president Barack Obama och Kubas president Raúl Castro den 17 december 2014. Den 19 december var huvudrubriken i Los Angeles Times "Bridge to Cuba via Vatican". Påven besökte Kuba i september 2015. I maj 2015 mötte påven president Raúl Castro. Efter besöket i Vatikanen sade Castro att han övervägde att åter inträda i den katolska kyrkan.
I maj 2014 besökte påven Israel där han höll tretton tal. I maj 2015 välkomnade påven ledare för Palestina till Vatikanen.
6 juni 2015 besökte Franciskus huvudstaden i Bosnien och Hercegovina, Sarajevo. Han manade där till fred i den multireligiösa staden som beskrives som "Europas Jerusalem". Den 25 september 2015 höll påven ett tal inför FN:s generalförsamling i New York.
Den 24 maj 2017 mötte Franciskus USA:s president Donald Trump i Vatikanen. De diskuterade bland annat katolikers bidrag till USA och världen. Vidare diskuterades terrorism och radikalisering av unga. Vatikanens statssekreterare Pietro Parolin lyfte frågan om klimatförändringarna och uppmuntrade president Trump att stanna i Parisavtalet.
2018 besökte Franciskus Irland, första påvebesöket på Irland sedan Johannes Paulus II besökte landet 1979.

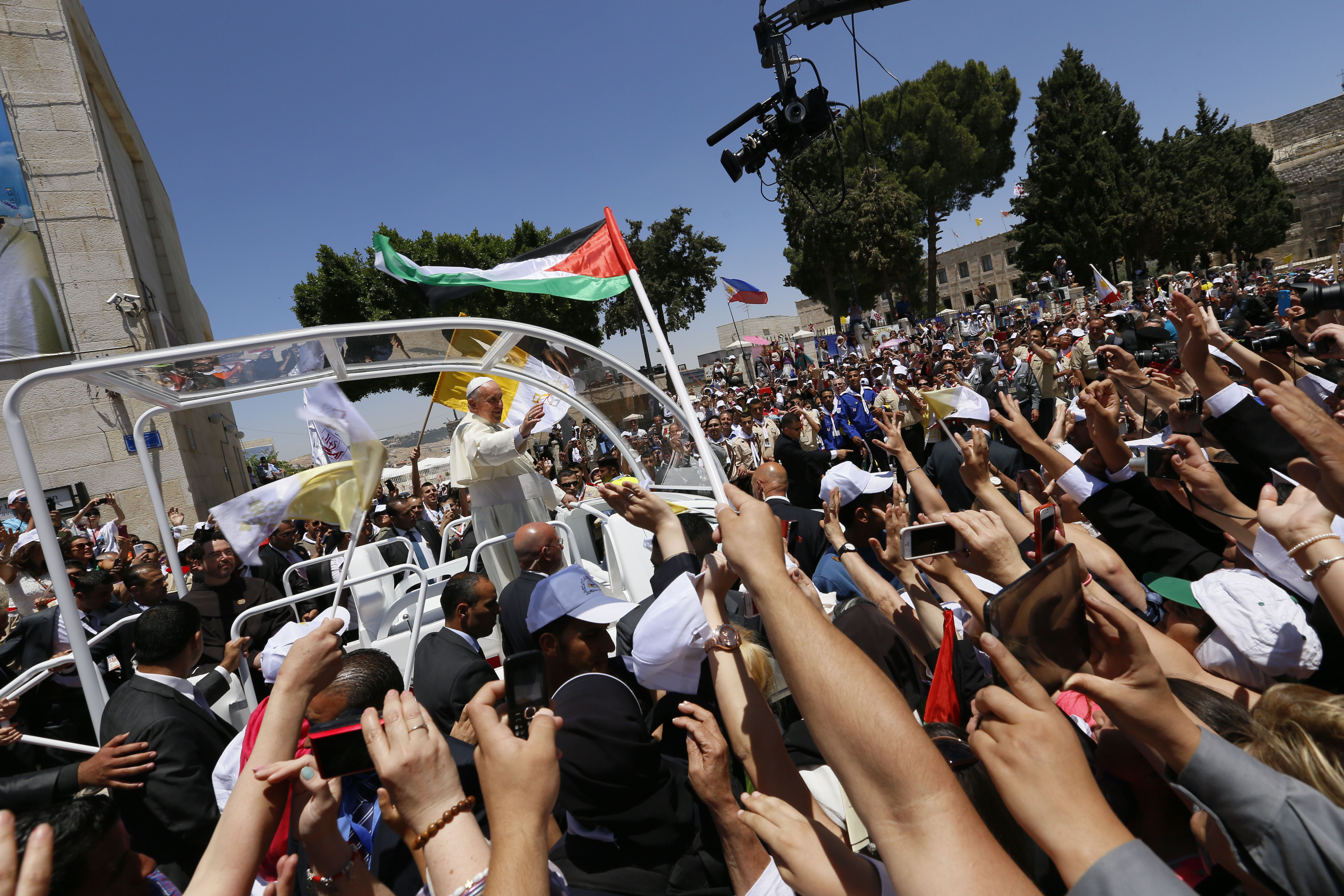
Påven besöker Betlehem i maj 2014.

I februari 2019 besökte påven Förenade arabemiraten och blev den första påven att hålla en påvlig mässa på den arabiska halvön med mer än 120 000 deltagare i mässan.
I mars 2021 gjorde påven en historisk resa till Irak. Där mötte han bland andra muslimska ledare i landet. Han besökte där Abrahams födelseort.
I dialog med både länder i Europa och USA, betonade Franciskus flyktingars och migranters rättigheter. Han placerade en staty på Petersplatsen för att ge fokus till ämnet.

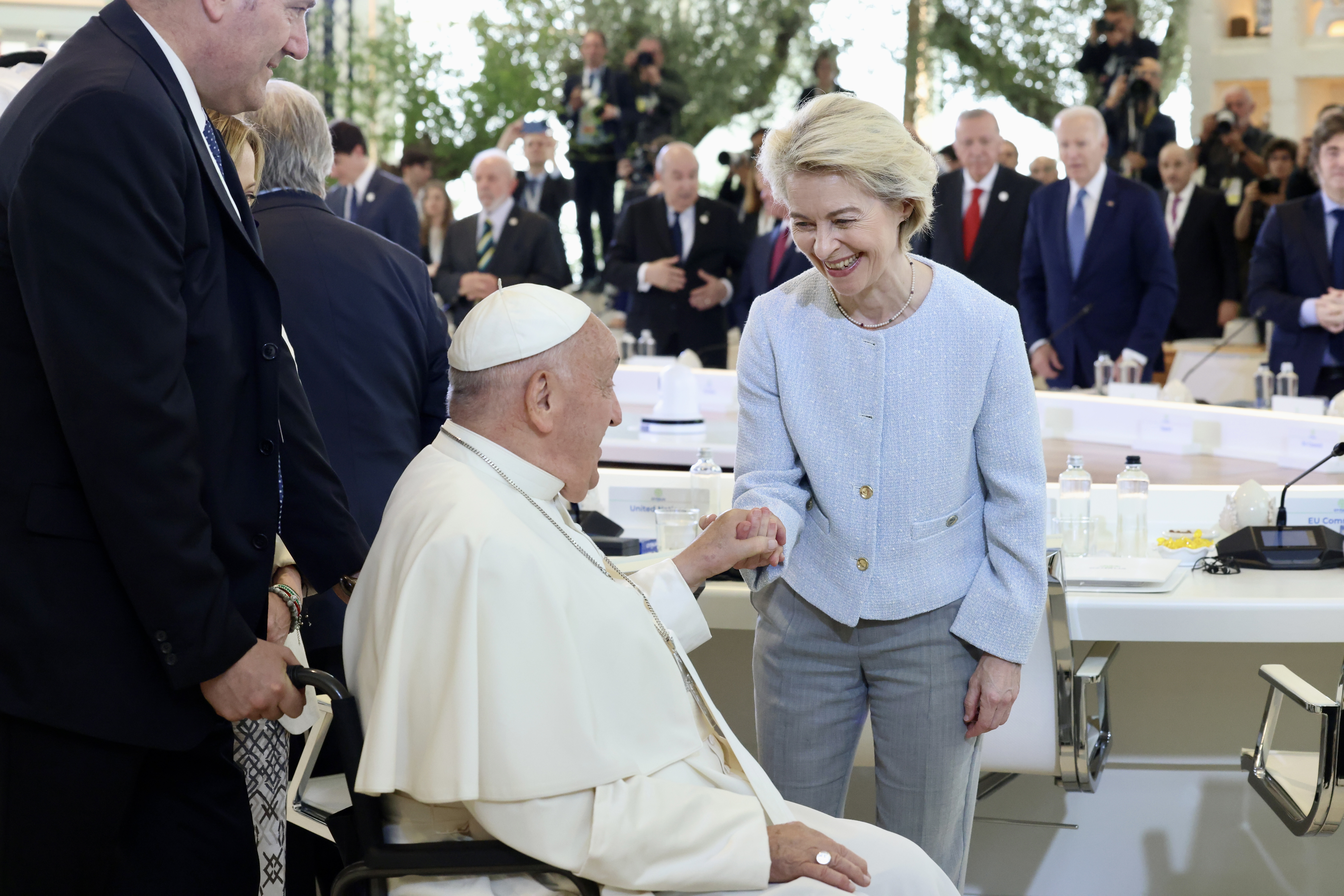
Påven under G7-mötet, tillsammans med EU-kommissionens ordförande Ursula von der Leyen, 2024.

Efter Rysslands invasion av Ukraina den 24 februari 2022, uttryckte påven sitt stöd för de drabbade människorna. Han har bland annat uttryckt sig med orden: "Varje krig lämnar efter sig en sämre värld. Krig är ett politiskt och mänskligt misslyckande, en skamlig kapitulering och ett nederlag för ondskans makt". I mars 2022 vigde påven Ryssland och Ukraina åt Marias obefläckade hjärta. I maj 2023 tog påven emot Ukrainas president Volodymyr Zelenskyj i Vatikanen för att bland annat diskutera det pågående kriget i Ukraina. Påven adresserade i sina tal både Ukrainas president Zelenskyj och Rysslands president Vladimir Putin för att försöka uppnå fred mellan länderna.
I september 2022 besökte påven Kazakstan, hans 38:e apostoliska resa. Den interreligiösa dialogen stod i fokus för besöket.
I april 2023 besökte påven Ungern och firade mässa i Budapest.

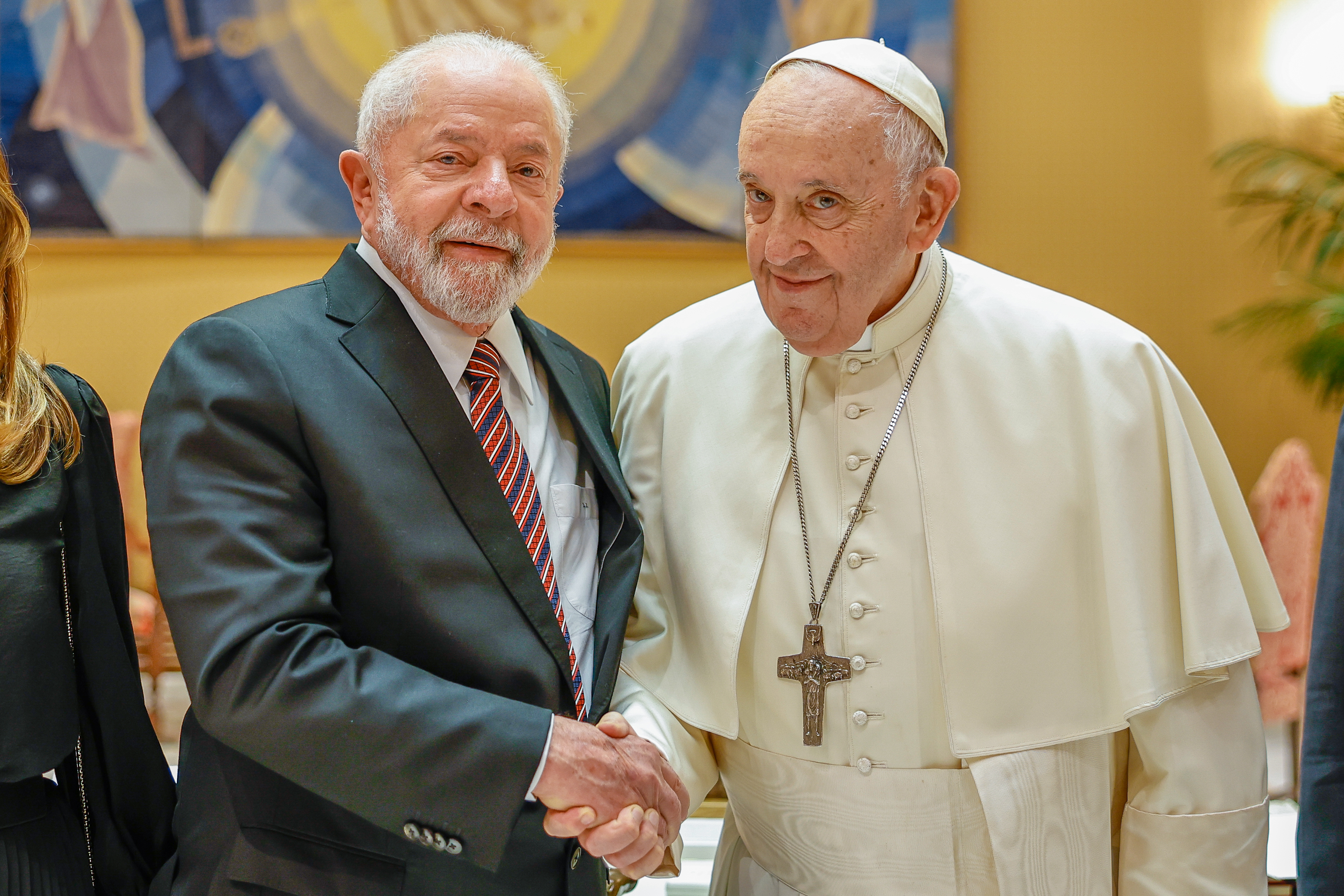
Franciskus och Brasiliens president Luiz Inácio Lula da Silva, 2023.

Hamas attack mot Israel i oktober 2023 fördömdes av påven och han kritiserade senare Israels handlingar i Gazaremsan. Under kriget talade Franciskus om behovet av vapenvila och frigivandet av gisslan som tagits under kriget, samt om behovet av en tvåstatslösning. Påven hade dessutom från oktober 2023 till hans död i april 2025, kontakt med den katolska församlingen i Gaza. I sitt sista offentliga framträdande talade påven om behovet av eldupphör.
Den 14 juni 2024 talade påven på G7-mötet som hölls i Fasano, Italien. Det var första gången som en påve deltagit på ett G7-möte. I talet pekade påven på: "möjligheter, faror och effekter av artificiell intelligens. Mänskligheten är dömd till en hopplös framtid om förmågan att bestämma över sig själva och sina liv fråntas dem, och dömer dem att vara beroende av maskiners beslut." 
Påven besökte i september 2024 Indonesien, som är ett land med en stor muslimsk befolkning. Under sitt besök deltog påven i interreligiösa möten och besökte bland annat en moské.
Den 11 januari 2025 erhöll Franciskus frihetsmedaljen från USA:s 46:e president Joe Biden.

### Sverigebesök och katolska kyrkan i Sverige
2016 besökte påven Sverige, för att uppmärksamma 500-årsminnet av reformationen. Han firade en ekumenisk gudstjänst i Lunds domkyrka, samt mässa i Malmö. Den 28 juni 2017 utnämnde påven Anders Arborelius, biskop av Stockholms katolska stift, till kardinal. Arborelius blev således den förste svenske kardinalen.
Sveriges television sände traditionsenligt midnattsmässorna från Peterskyrkan som Franciskus ledde på påskafton och julafton.
I maj 2015 välkomnade påven Svenska kyrkans ärkebiskop Antje Jackelén och Jackelén blev därmed den första kvinnliga ärkebiskopen att välkomnas till Vatikanen.

### Självbiografi
Franciskus blev den förste sittande påven att publicera en självbiografi. Den engelska översättningen publicerades den 15 januari 2025.

## Hälsa och bortgång

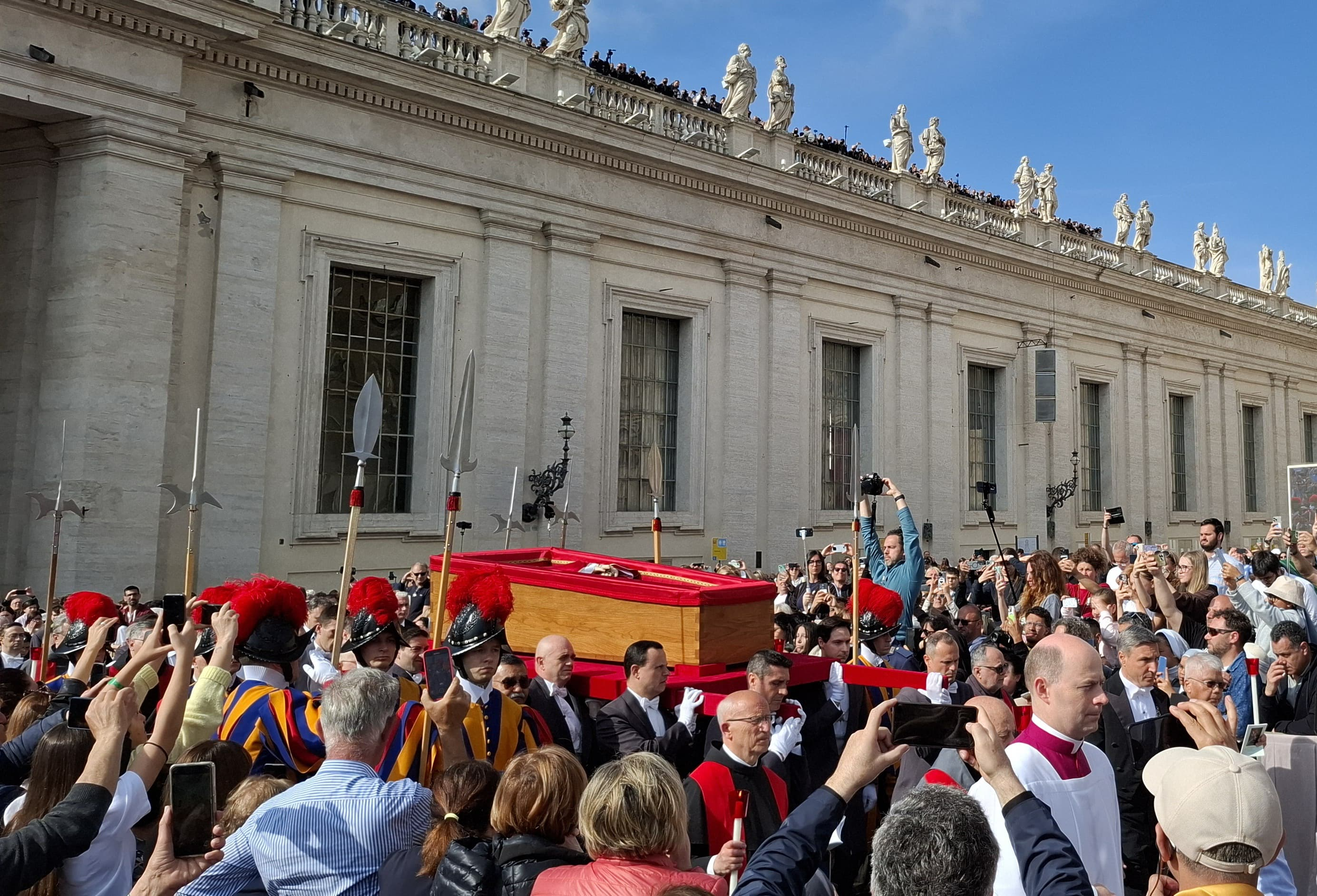
Procession med påve Franciskus kropp inför Lit de parade i Peterskyrkan, den 23 april 2025.

I mars 2023 skrevs Franciskus in på Gemellisjukhuset i Rom för hälsokontroll efter att han hade uppgivit andningsbesvär. Påven stannade kvar på sjukhuset, men blev utskriven några dagar senare och kunde därefter fira påsknattens mässa under påskaftonen. I juni 2023 genomgick påven en operation på ett sjukhus i Rom.
Den 14 februari 2025 blev han inlagd på Gemellisjukhuset med anledning av bronkit. Hans tillstånd beskrevs flertalet gånger som "kritiskt" under sjukhusvistelsen. Han gjorde sitt första framträdande för allmänheten den 23 mars 2025 och senare samma dag blev han utskriven från sjukhuset.
Franciskus sista mottagning ägde rum på påskdagen 20 april 2025, då han mötte USA:s vicepresident J.D. Vance. Han gjorde sitt sista offentliga framträdande på Peterskyrkans balkong under påskdagens Urbi et Orbi. Han färdades därefter i sin påvemobil på Petersplatsen. Klockan 07.35 morgonen därpå, annandag påsk, avled han i sitt hem, residenset Domus Sanctae Marthae, till följd av en stroke och påföljande hjärtsvikt. Beskedet om Franciskus bortgång meddelades genom Vatikanens camerlengo Kevin Farrell.

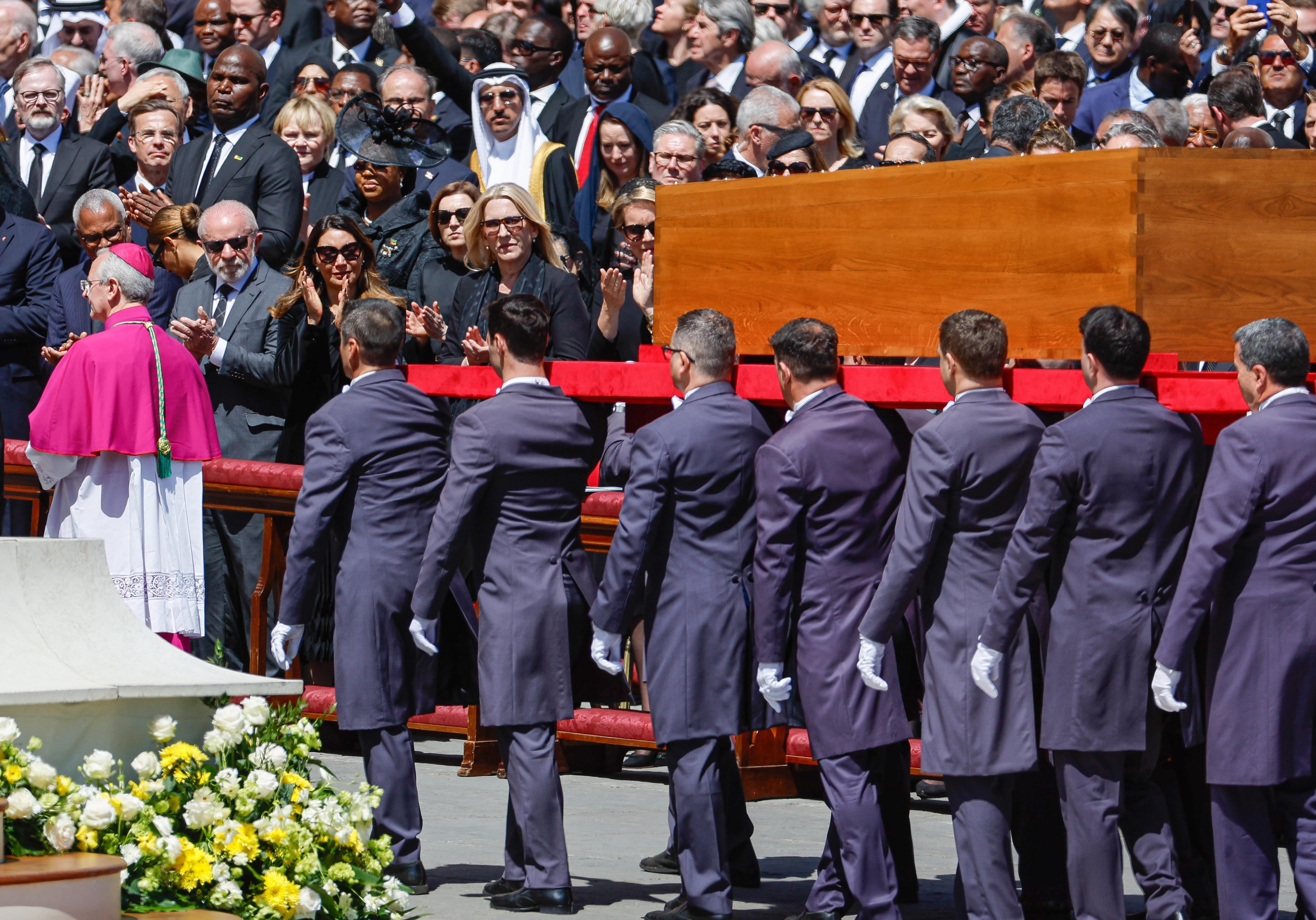
Procession med Franciskus kista under begravningsmässan, den 26 april 2025. I bilden t.v. skymtas Sveriges statsminister Ulf Kristersson som deltog på begravningen.

### Begravning

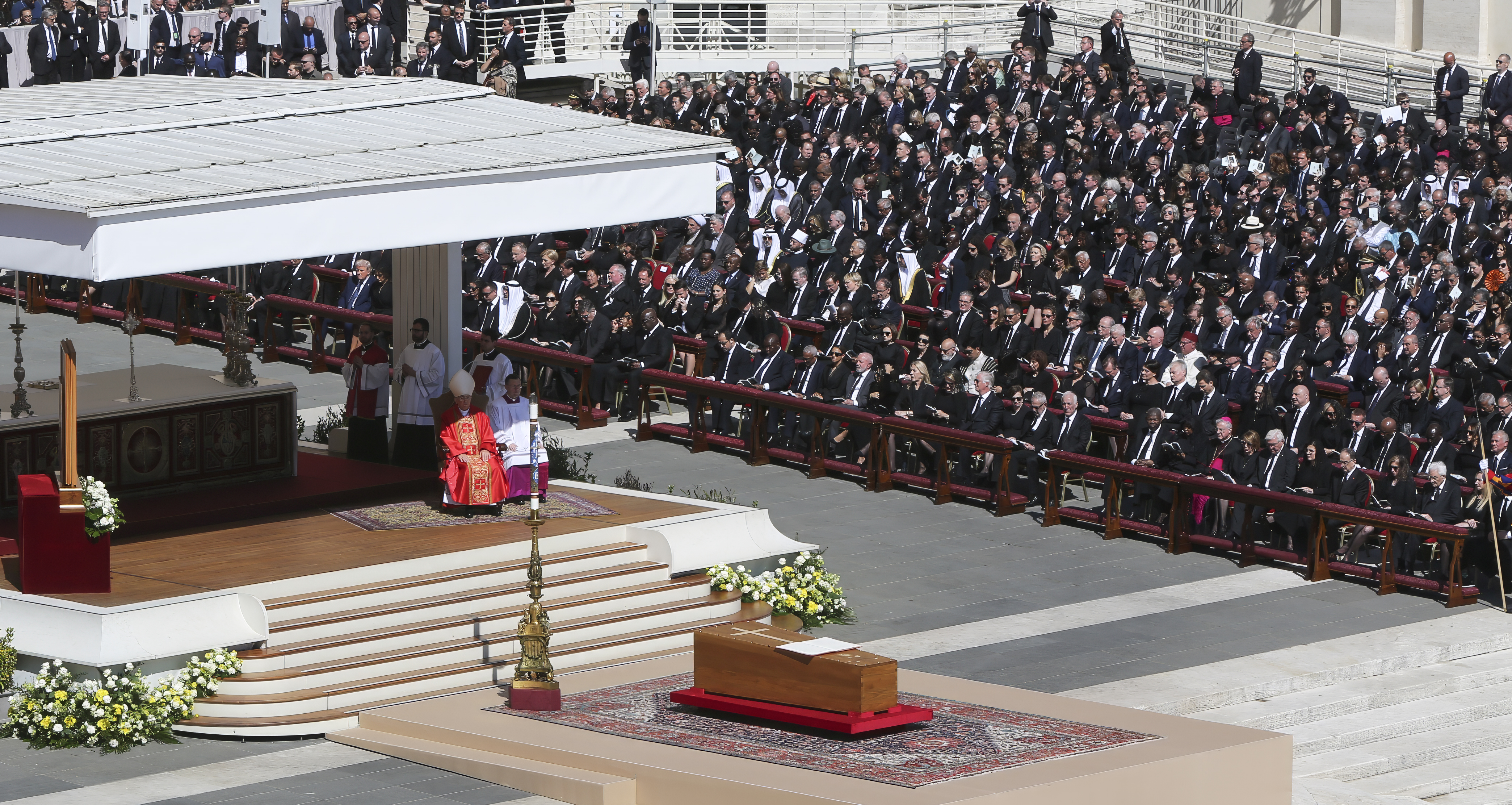
Vy över Petersplatsen under begravningen den 26 april 2025.

Franciskus begravning ägde rum den 26 april 2025 på Petersplatsen och leddes av kardinal Giovanni Battista Re. På begravningen deltog omkring 130 utländska delegationer däribland kung Carl XVI Gustaf, drottning Silvia, Ulf Kristersson, drottning Mary, prins Haakon, kronprinsessan Mette-Marit, kung Philippe, drottning Mathilde, prins William, Albert II, furstinnan Charlene, Donald Trump, Melania Trump, Volodymyr Zelenskyj och Olena Zelenska.

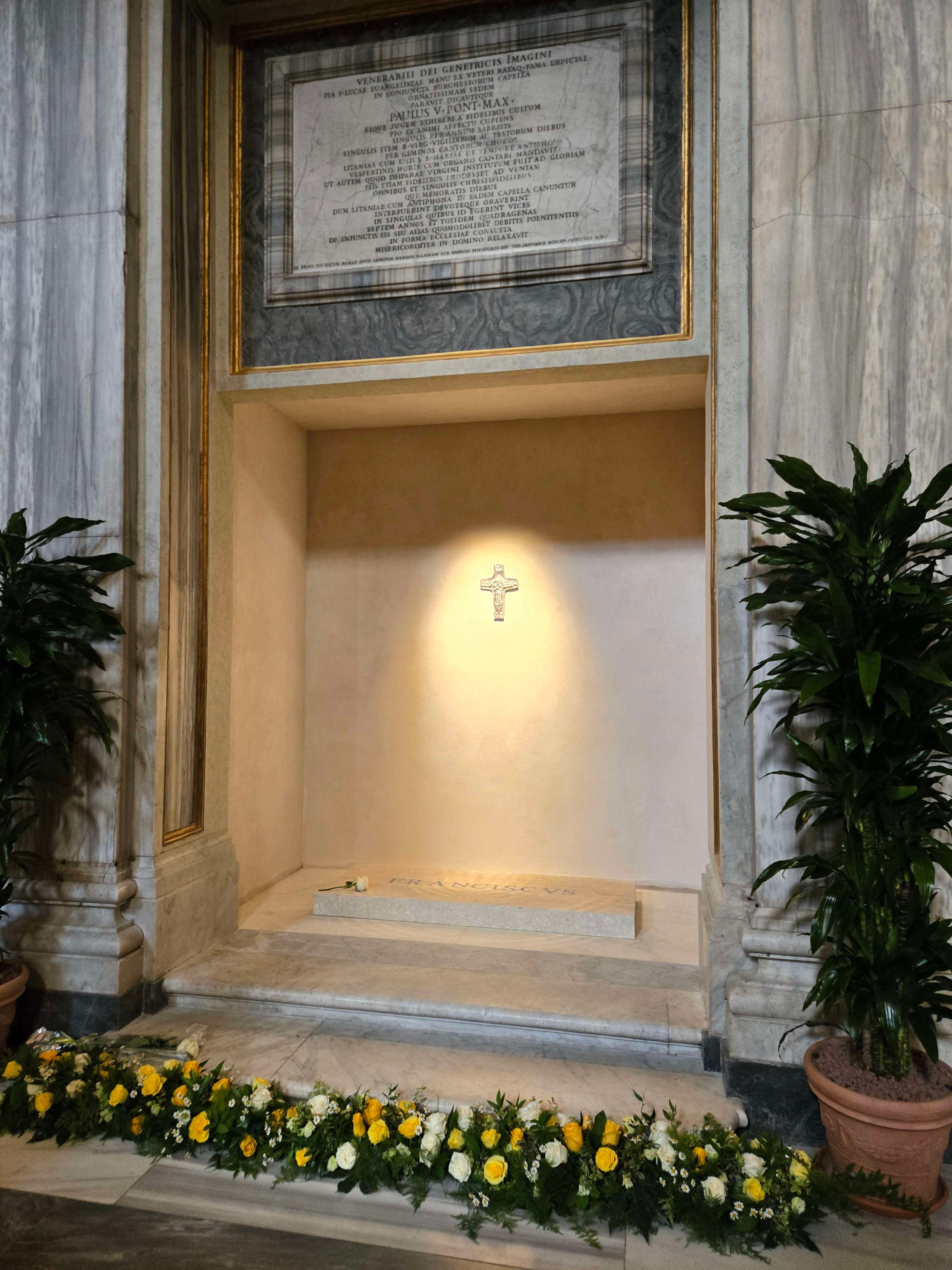
Franciskus grav i Santa Maria Maggiore.

I sitt andliga testamente hade Franciskus bett om att få begravas i basilikan Santa Maria Maggiore i Rom och han begravdes i en nisch mellan Cappella Paolina och Cappella Sforza i Santa Maria Maggiore efter en procession från Petersplatsen, där begravningsmässan firades, till Santa Maria Maggiore den 26 april 2025. Den senaste påven att begravas i Santa Maria Maggiore var påve Clemens IX 1669.

## Ställningstaganden
I Argentina gjorde sig Franciskus (då Bergoglio) känd för sitt engagemang för fattiga, bland annat genom att be argentinarna att inte resa till Rom när han blev utnämnd till kardinal, utan hellre skänka pengarna till de fattiga. Han uppmärksammades också för sitt enkla leverne, som innebar att han bodde i en mindre lägenhet i Buenos Aires och avstod från privatchaufför. I stället använde han sig gärna av kollektiva transportmedel.  I samband med en strejk 2011 talade Bergoglio om skillnaden mellan "fattiga som förföljs för att de kräver arbete, och rika som applåderas när de flyr från rättvisan".
Bergoglios roll under den argentinska diktaturen debatterades redan innan han blev påve. Medan somliga menar att han som ledare för Jesuitorden stödde diktaturens bortförande av politiska motståndare, menar andra att han tvärtom räddade livet på dissidenter genom att gömma dem från militären. Det har också sagts att han medverkade till att återupprätta förtroendet för katolska kyrkan efter diktaturen.
Som påve Franciskus uttryckte han sitt stöd och medlidande med offer för trafficking, vilket var ämnet för Världsfredsdagen 1 januari 2015. I december 2014 kallade han flera av världsreligionernas ledare till Casina Pio IV, Vatikanen, vilka gemensamt undertecknade en deklaration mot trafficking, i vilken det definierades som modernt slaveri och som ett brott mot mänskligheten.

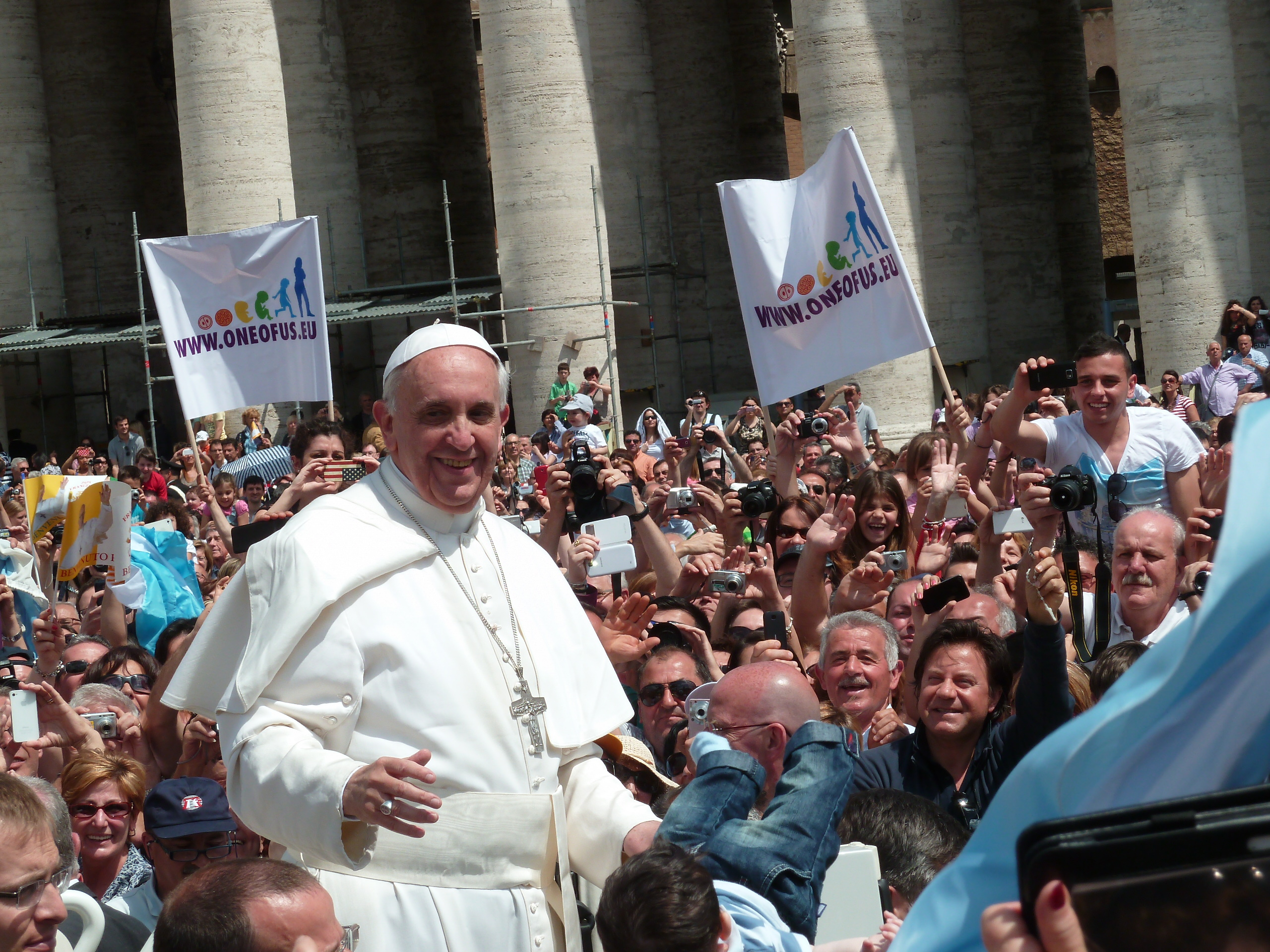
Franciskus på Petersplatsen i maj 2013, två månader efter att han utsågs till påve.

Påven exkommunicerade maffian, och 'Ndranghetan omnämndes särskilt, i juni 2014.
2015 utnämnde Franciskus armeniern Gregorios av Narek till kyrkolärare, och vid den gudomliga barmhärtighetens söndags mässa i Peterskyrkan 12 april samma år höll han tal till armenier med anledning av hedrandet av hundraårsminnet av armeniska folkmordet. Vid den historiskt ekumeniska högmässan deltog Karekin II och Aram I, såväl som Nerses Bedros XIX Tarmouni och Armeniens president Serzj Sargsian. Att Franciskus använde benämningen "folkmord" för det som armenierna utsatts för, ledde till en diplomatisk kris med Turkiet som återkallade sin ambassadör från Vatikanen.

### Syn på familje- och sexualfrågor
Franciskus yttrade sig mer tolerant än sina föregångare i frågor som rör homosexualitet, sexuell samlevnad före äktenskapet samt vigsel av par som gått igenom skilsmässa. I en intervju 2013 gav han som svar på en fråga om en präst som anklagades för att ha haft homosexuella förbindelser: "Men om en person är homosexuell och söker Gud och är av god vilja, vem är då jag att döma en sådan människa?" I en intervju av Antonio Spadara i den italienska tidskriften La Civiltà Cattolica sade Franciskus att "kyrkan inte kan fokusera enbart på frågor om abort, preventivmedel och äktenskap mellan homosexuella – att dessa frågor måste diskuteras i ett sammanhang, och att man inte måste tala om dem hela tiden". Han medverkade själv som påve vid vigsel av par som varit sammanboende före vigseln.
Franciskus mer toleranta syn på dessa frågor återspeglades också i det utkast från biskopssynoden som publicerades 13 oktober 2014, vilket i sin tur mötts av intern kritik från många av katolska kyrkans företrädare.
I frågan om samkönade äktenskap intog han dock en mer traditionell syn. Som ärkebiskop av Buenos Aires yttrade han sig kraftfullt emot det lagförslag om samkönade äktenskap som behandlades i Argentina 2010.
Franciskus talade vid ett flertal tillfällen för att kvinnor måste få en starkare roll i kyrkan och samhället. Kvinnor ska inte betraktas som mannens opposition/motsats eller underordade, menade Franciskus. Han avfärdade emellertid genusteori, eftersom den som han såg det syftar till att utplåna könsliga olikheter, vilket han ansåg vara problemet, inte lösningen. Könen är, ansåg Franciskus, komplement till varandra.

### Miljöfrågor

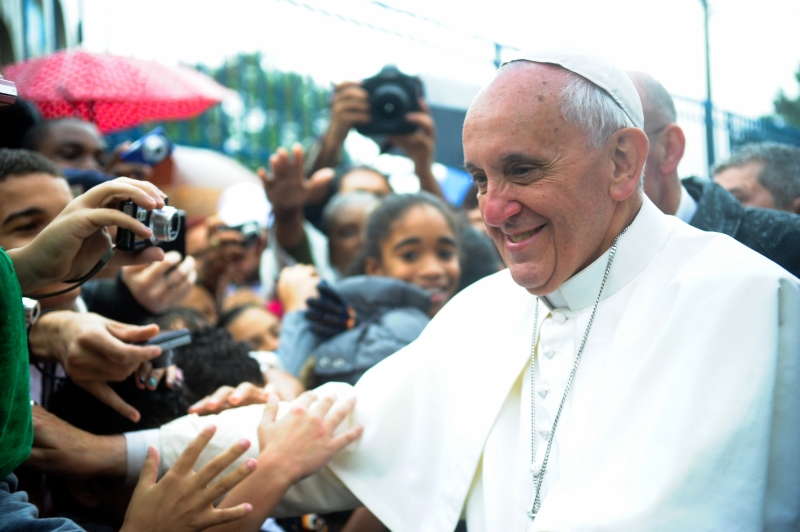
Franciskus på besök i en favela i Brasilien under världsungdomsdagarna, 2013.

Franciskus tog sitt påvenamn efter den helige Franciskus av Assisi, och ville i likhet med honom bry sig om skapelsen. Han publicerade en encyklika om miljön i maj 2015, Laudato si´. Vatikanens statssekreterare Pietro Parolin påtalade klimatförändringarna under ett möte med USA:s president Donald Trump i maj 2017, där Trump uppmanades att inte ta USA ut ur Parisavtalet.  Till klimatmötet i Glasgow, Skottland 2021 sände påven en kardinal för att uppmärksamma klimatmötet. Samma år meddelades det att påven skulle börja använda en elektrisk påvemobil från 2022.

### Flyktingar och migranter
Påve Franciskus var en förkämpe för att belysa frågan om hjälp åt flyktingar. I september 2019 på Kyrkans dag för flyktingar och migranter, installerades en ny staty på Petersplatsen, för att uppmärksamma människor på flykt.

### Traditionis custodes
I juli 2021 författade Franciskus en skrivelse (motu proprio) med namnet Traditionis custodes, som ändrade ett beslut taget av hans föregångare påve Benedictus XVI. De nya direktiven av påven medförde nya restriktioner för firandet av den traditionella latinska mässan. Beslutet kritiserades av kardinaler och andra biskopar, däribland kardinal Raymond Burke.

### Styrandet av kyrkan
Franciskus efterlyste en decentralisering av styret från Rom och efterfrågade istället en övergång till ett synodalt sätt att fatta beslut i dialog med folket.

## I offentligheten

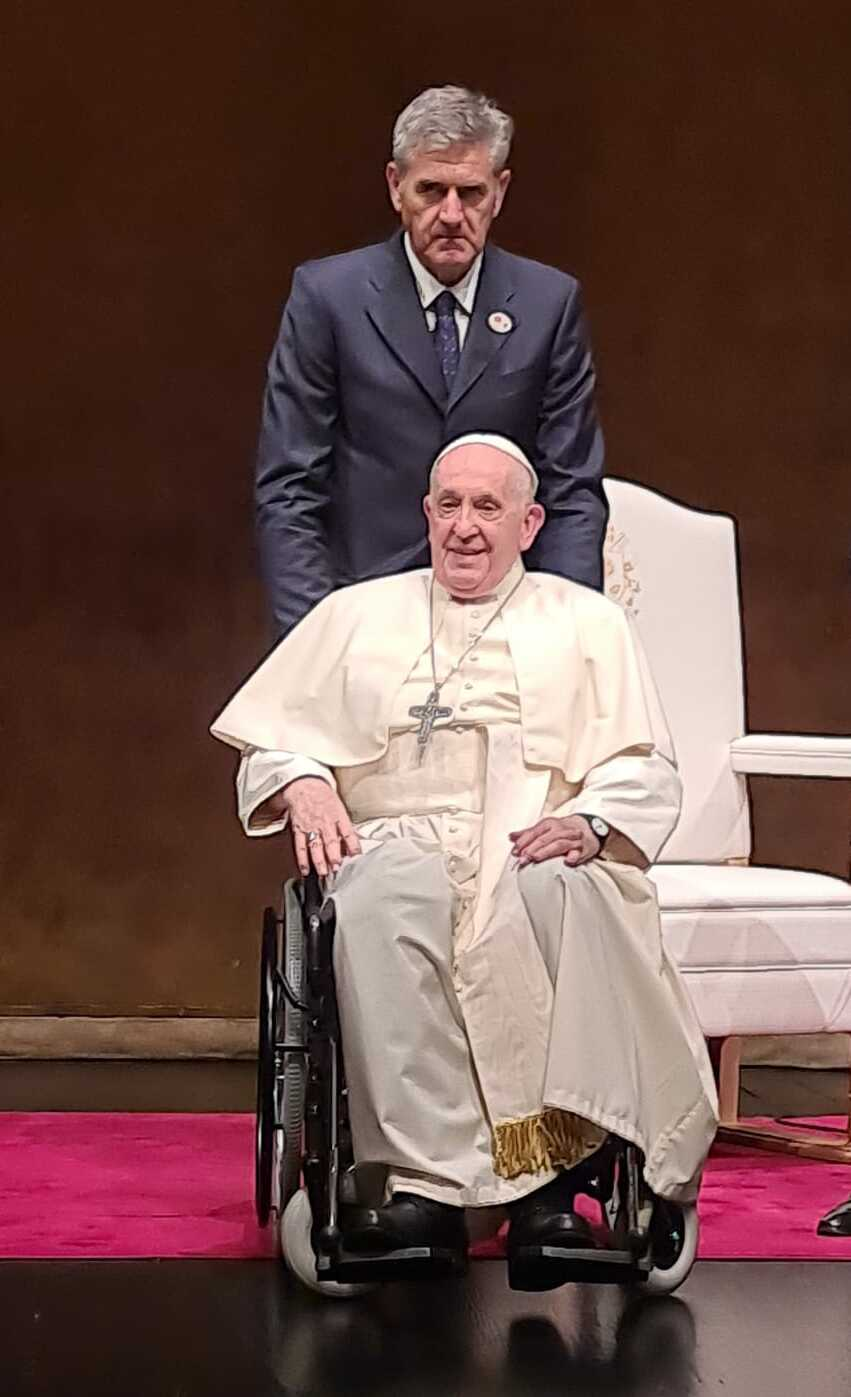
Påven i rullstol under världsungdomsdagen i Lissabon, 2023.

Påve Franciskus framställdes ofta i media som en progressiv påve med liberala värderingar. I december 2013 blev Franciskus utsedd till "Person of the Year" i både Time och The Advocate i hopp om förändringar inom kurian. Han blev även utsedd till "Best-dressed man" år 2013 i Esquire för hans enkla klädesplagg med en modern och förenklad design. I november 2014 rankades Franciskus som världens fjärde mäktigaste man enligt Forbes och var den ende som inte var politiker inom toppen av rankningen. 2016 rankades han som världens femte mäktigaste man av Forbes.
Den 19 mars 2016 blev Franciskus den förste påven med ett konto på instagram. Inom tolv timmar hade påven över en miljon följare på plattformen.

### Filmer
Det har gjorts flera dokumentärer om påve Franciskus, bland dem Chiamatemi Francesco (på engelska Call Me Francis) (2015). 2019 hade spelfilmen The Two Popes, som skildrar påve Franciskus' relation med företrädaren Benedictus XVI, premiär.

## Officiella skrivelser

### Encyklikor
Franciskus utgav 2013 encyklikan Lumen fidei ('Trons ljus') om den kristna tron., baserad på utkast färdigställda av hans föregångare Benedikt XVI. I november 2013 publicerade han den apostoliska exhortationen Evangelii gaudium ('Evangeliets glädje'). I maj 2015 gav påven ut encyklikan Laudato si ('Lovad vare' eller 'Lovad vare du') om omtanken för vårt gemensamma hem, jorden. Den 4 oktober 2020 på festdagen för helige Franciskus av Assisi publicerade påven encyklikan Fratelli tutti om broderskap och social vänskap, med den helige Franciskus ord om universellt broder- och systerskap.

### Bullor
Med anledning av konvokationen av jubelåret 2016 för nåden utkom han i april 2015 med bullan Misericordiae Vultus ('Nådens ansikte').

### Apostoliska brev
- Evangelii gaudium (24 november 2013)
- Fidelis dispensator et prudens (24 februari 2014)
- Mitis Iudex Dominus Jesus (11 september 2015)
- Amoris laetitia (8 april 2016)
- Maiorem hac dilectionem (11 juli 2017)
- Imparare a congedarsi (12 februari 2018)
- Gaudete et exsultate (9 april 2018)
- Aperuit illis (30 september 2019)
- Admirabile signum (1 december 2019)
- Querida Amazonia (12 februari 2020)
- Patris corde (8 december 2020)
- Antiquum ministerium (10 maj 2021)
- Traditionis custodes (16 juli 2021)
- Praedicate Evangelium (19 mars 2022)
- Desiderio Desideravi (29 juni 2022)
- Totum amoris est (28 december 2022)
- In Ecclesiarum Communione (6 januari 2023)
- Vos estis lux mundi (25 mars 2023)
- Laudate Deum (4 oktober 2023)
- Ad theologiam promovendam (1 november 2023)
- Fide incensus (18 maj 2024)
- Fratello sole (21 juni 2024)

## Distinktioner

### Utländska ordnar
- La Orden del Cóndor de los Andes, 9 juli 2015 [114]
- Förtjänstorder, 9 juli 2015 [114]
- Order Uśmiechu, 26 april 2016 [115]
- Presidentens frihetsmedalj, 11 januari 2025 [116][58]

## Bildgalleri
Ett urval med bilder från påve Franciskus tid som påve. 

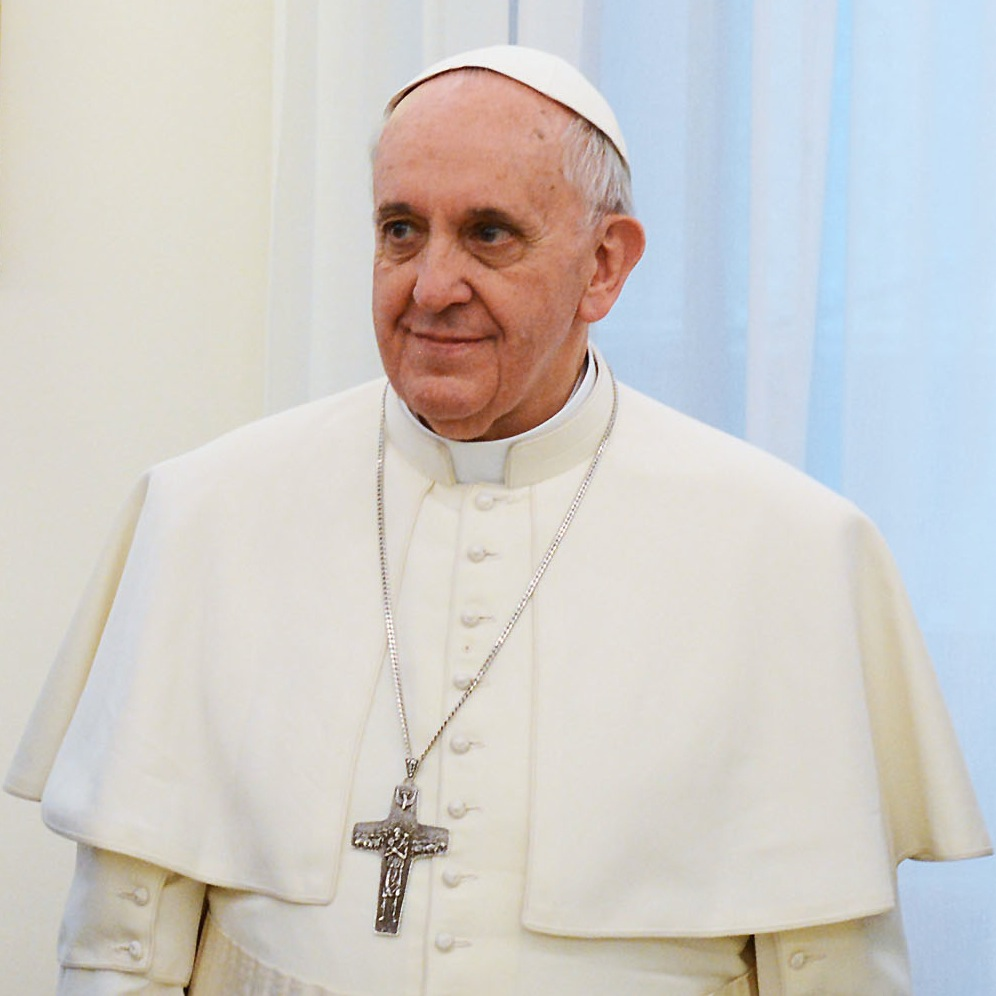
Påven i mars 2013
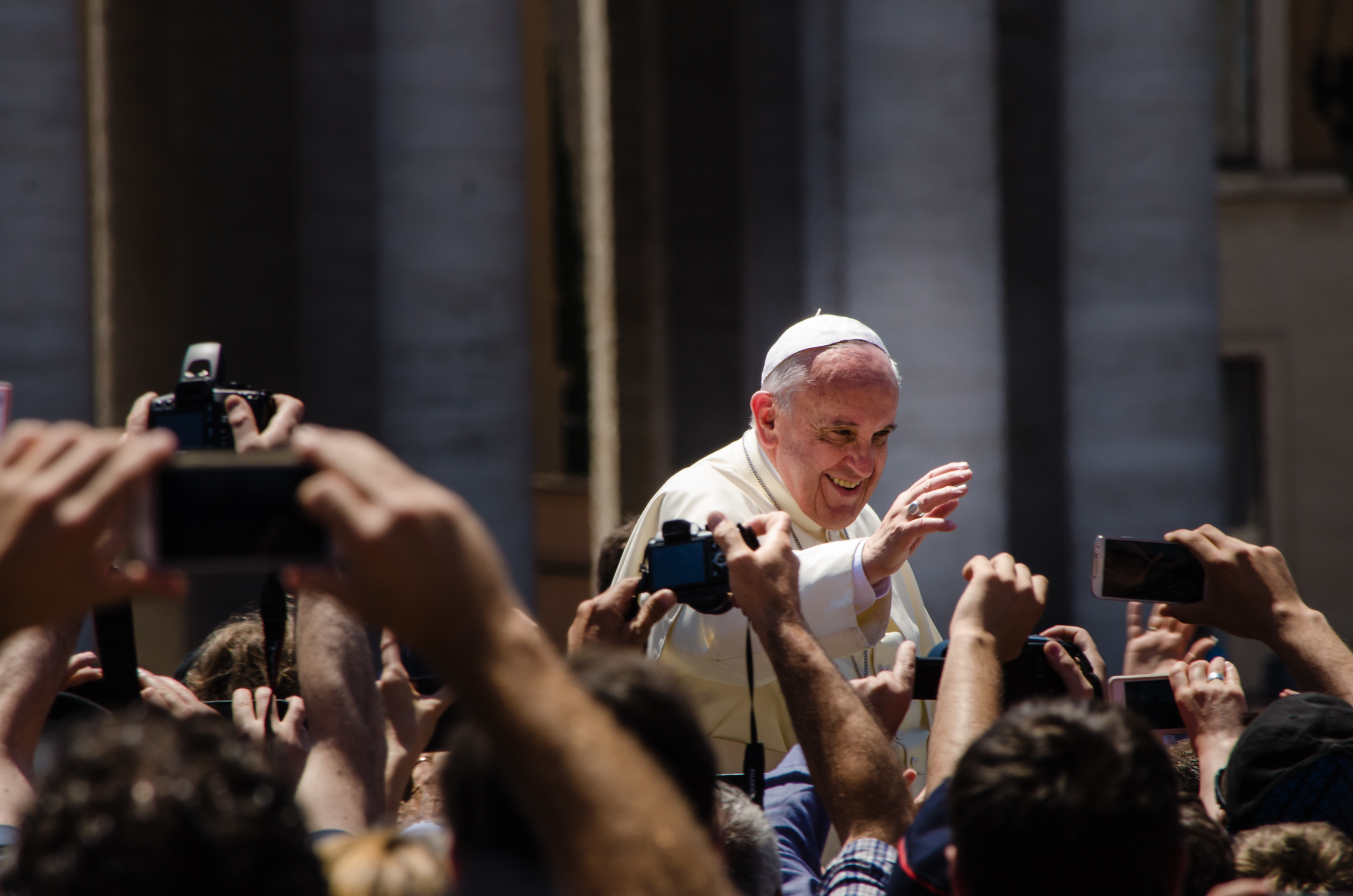
Påven på Petersplatsen 2014
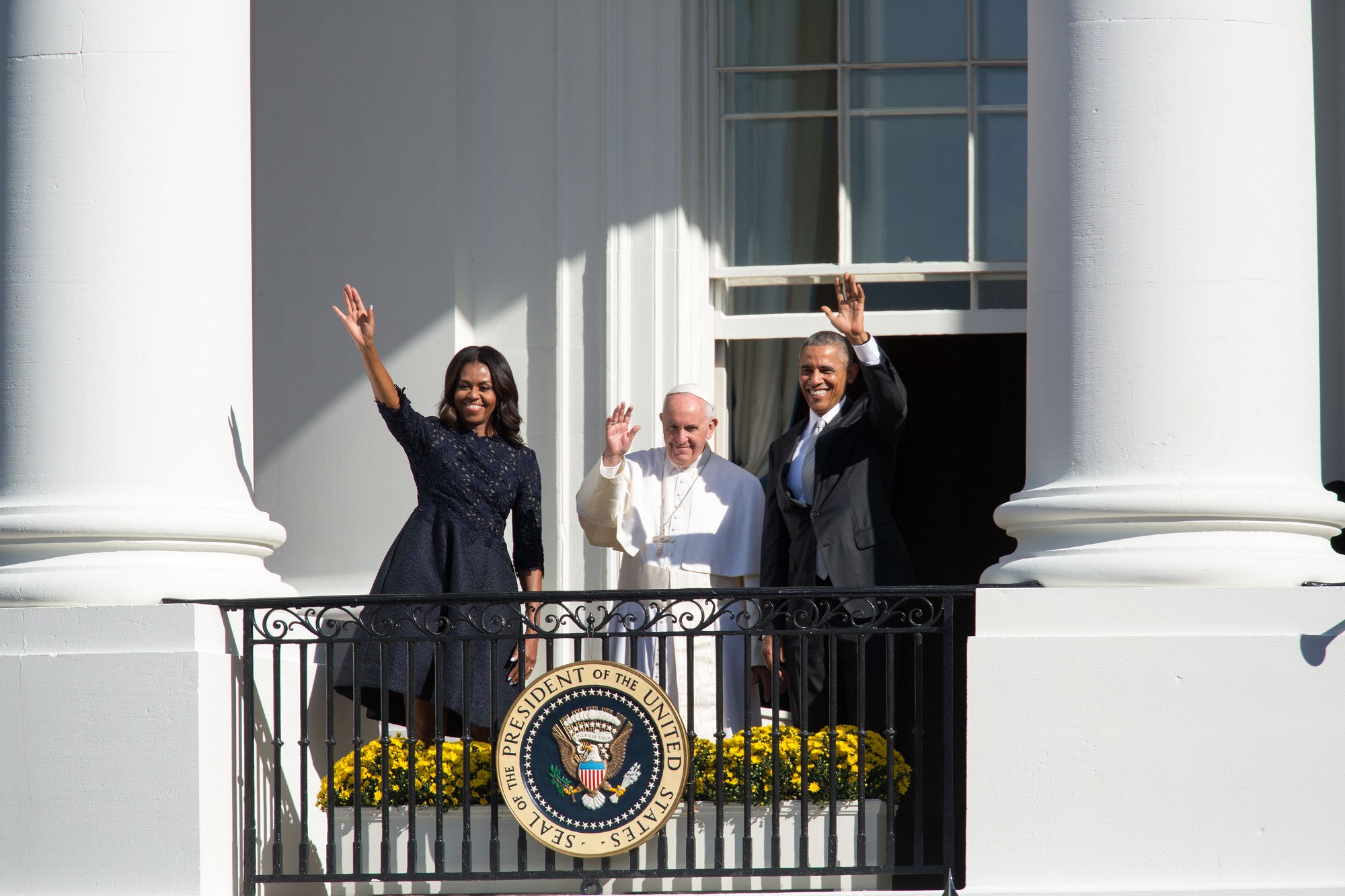
Påven i Vita huset med USA:s 44:e president Barack Obama 2015
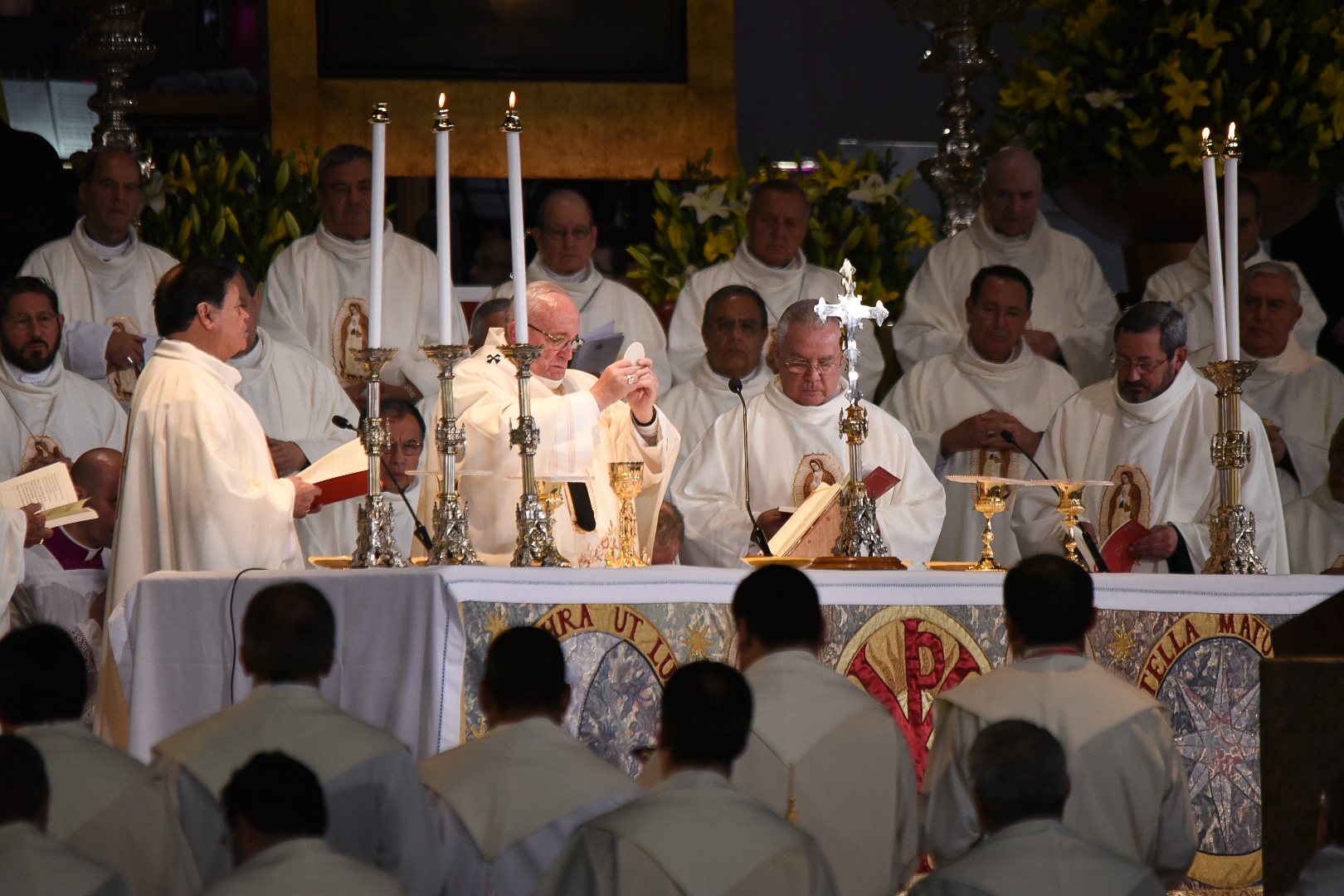
Påven firar mässa i Mexiko 2016
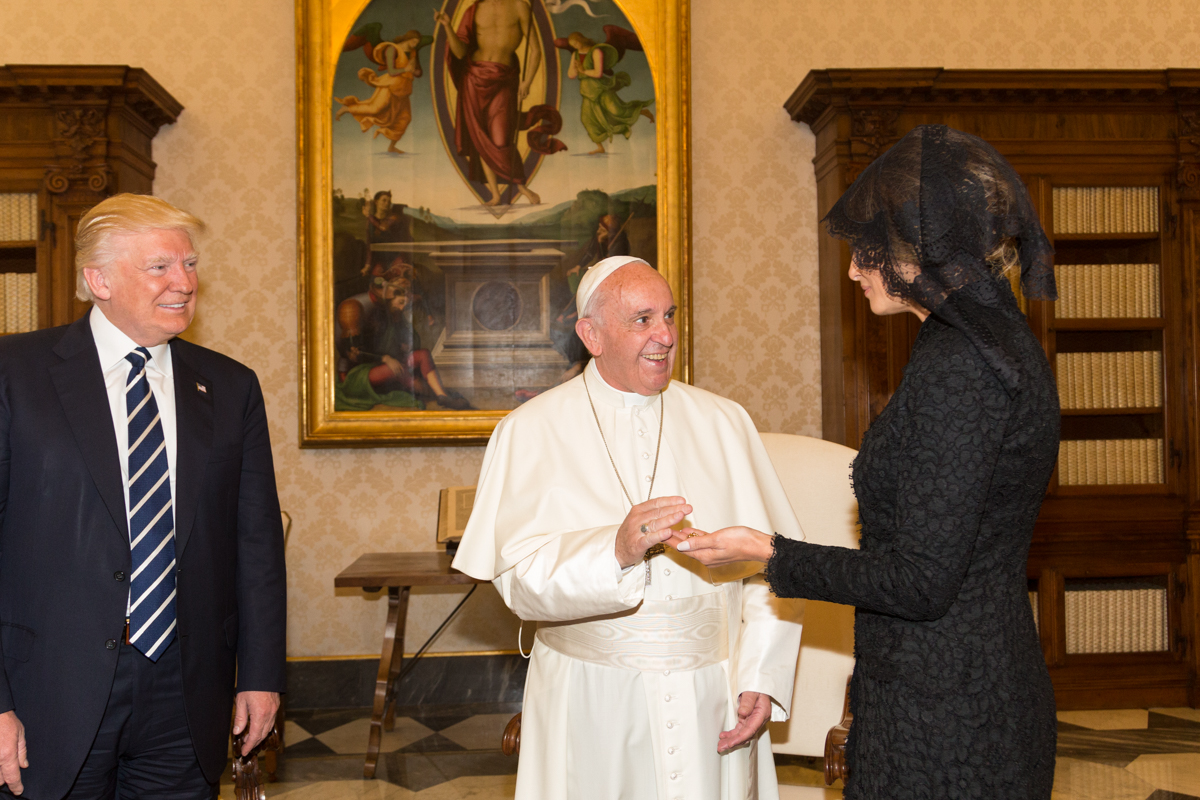
Påven och USA:s 45:e president Donald Trump 2017
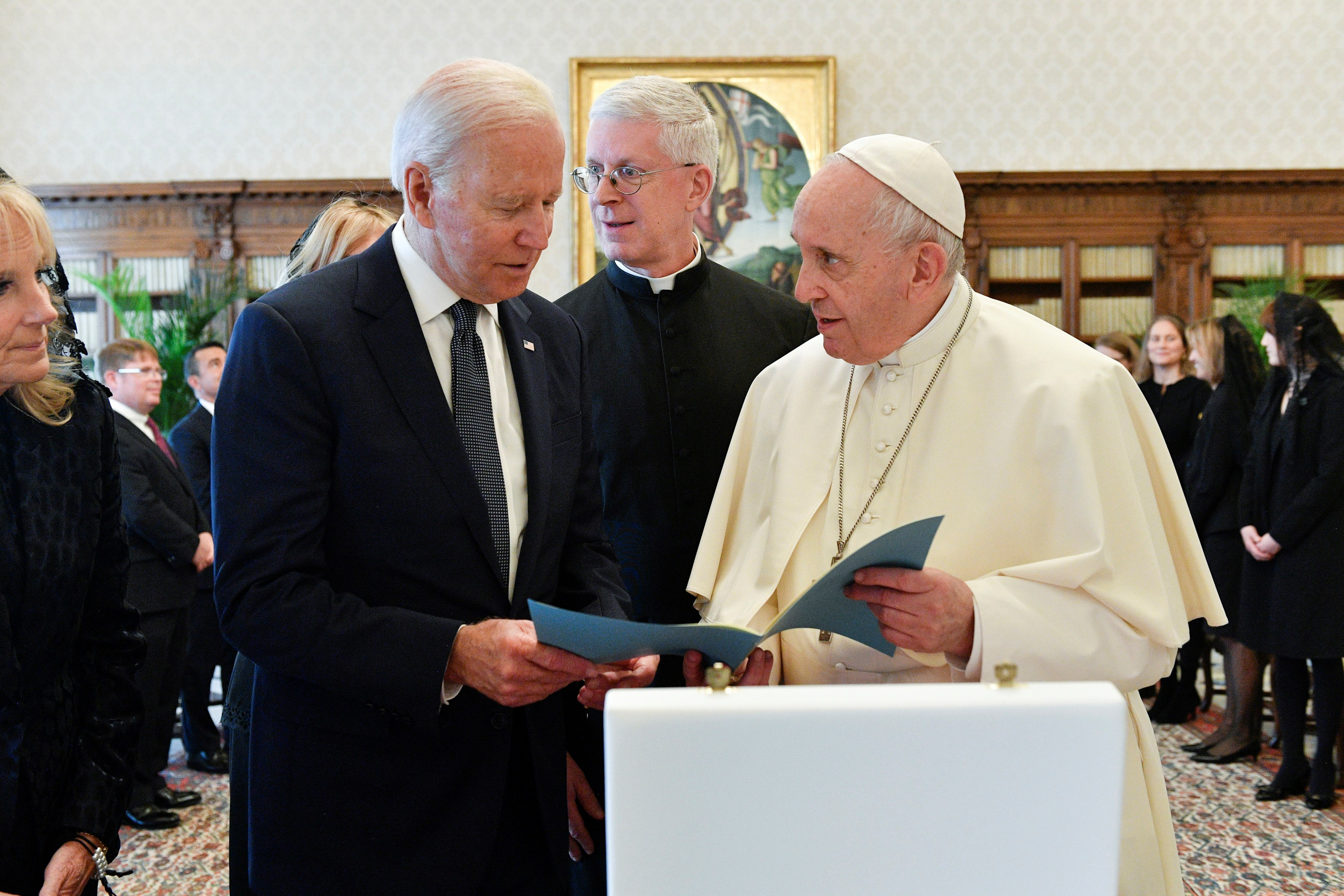
Påven och USA:s 46:e president Joe Biden 2021
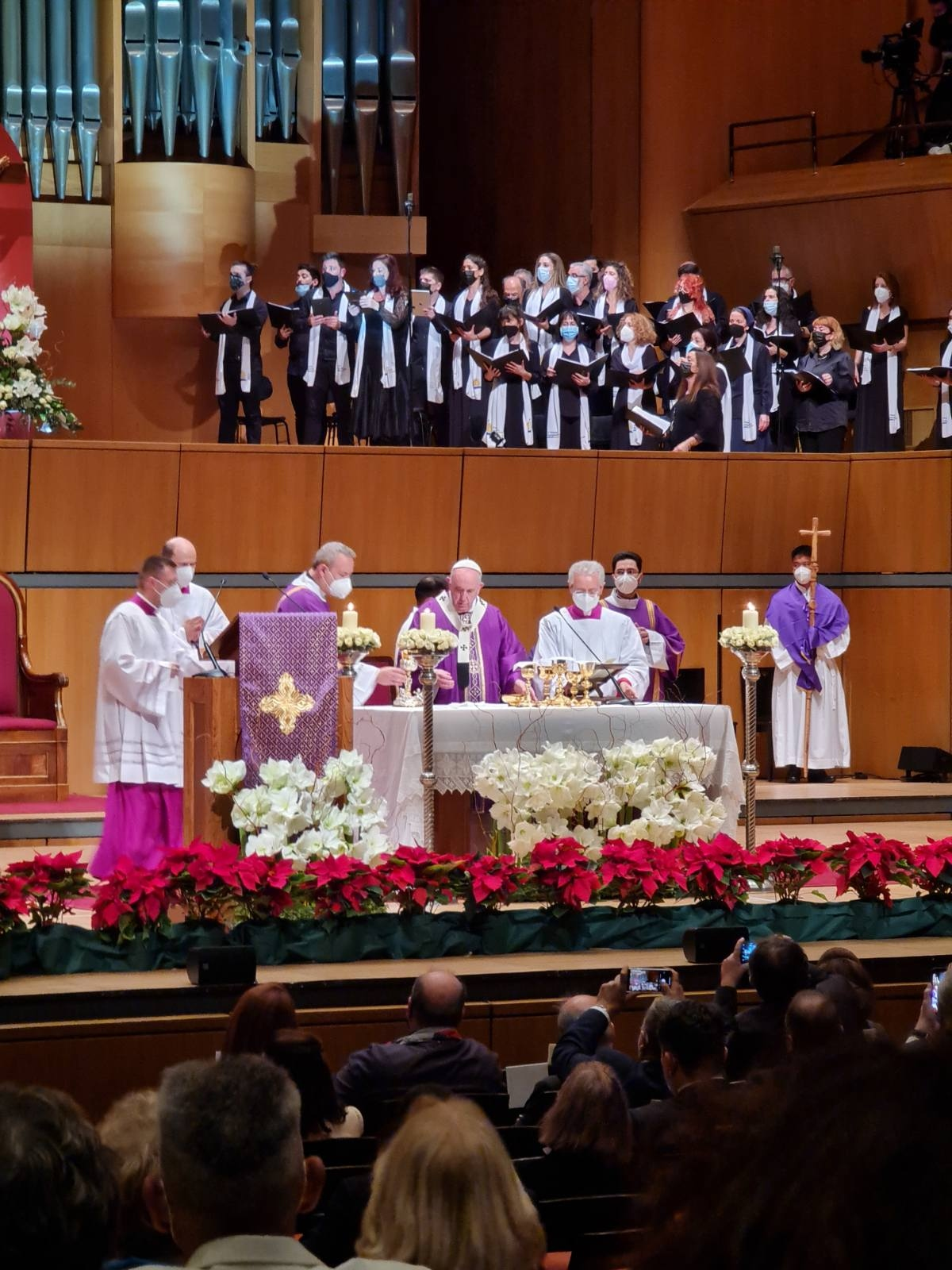
Påven under ett besök i Grekland 2021